# Spenge
Spenge [ˈʃpɛŋə] ⓘ ist eine Kleinstadt im Nordosten des deutschen Bundeslandes Nordrhein-Westfalen. Sie gehört zum ostwestfälischen Kreis Herford im Regierungsbezirk Detmold und liegt im Ravensberger Land nördlich des Teutoburger Waldes. Die heutige Stadt Spenge ist 1969 unter Einbeziehung fünf selbständiger Gemeinden des Amtes Spenge geschaffen worden. Die älteste urkundliche Erwähnung eines Ortsteils geht aber bereits auf das Jahr 1060 zurück.

## Geografie

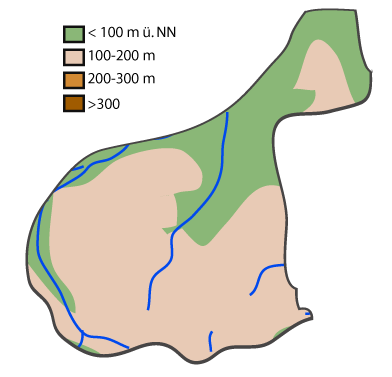
Topographie des Stadtgebietes

### Geografische Lage
Spenge liegt im Ravensberger Hügelland zwischen Teutoburger Wald und Wiehengebirge. Das Gelände steigt in Richtung Süden zum Teutoburger Wald hin an und erreicht eine maximale Höhe von 159,5 m ü. NN. Das Zentrum des Stadtteils Spenge liegt auf 90 m ü. NN. Im Norden fällt das Gebiet zur Else hin ab und erreicht sein Minimum mit 64 m ü. NN in der Gegend des Hücker Moores. Der Else fließen von Süd nach Nord mehrere Flüsse zu. Dazu gehören die Warmenau, die im Westen und Nordwesten die Grenze zum niedersächsischen Melle bildet, sowie der in die Warmenau mündende Spenger Mühlenbach. In Lenzinghausen entspringen außerdem der Jöllenbecker und Beckendorfer Mühlenbach. Das Gebiet ist waldarm, und die Freiflächen werden größtenteils intensiv landwirtschaftlich genutzt.
| Fläche nach Nutzungsart    | Siedlungs- und Verkehrsfläche | Landwirt- schaftsfläche | Wald- fläche | sonstige Freiflächen |
| -------------------------- | ----------------------------- | ----------------------- | ------------ | -------------------- |
| Fläche in Quadratkilometer | 7,28                          | 28,8                    | 3,1          | 1                    |
| Anteil an Gesamtfläche     | 18,2 %                        | 72 %                    | 7,7 %        | 0,3 %                |

### Geologie

Geothermische Karte von Spenge

Das Gebiet gehört naturräumlich zur Ravensberger Mulde, einem leichtwelligen, zwischen 50 und 140 m ü. NN liegenden Hügelland. Zahlreiche kleine Täler (sog. Sieke) schneiden oft unvermittelt und tief in das sonst nur schwach kuppierte Land ein. Geologisch liegen im Wesentlichen Liasplatten mit Lössauflage vor, die durch Zertalung im Pleistozän zum Hügelland umgestaltet wurden. Unter der Lößdecke finden sich teilweise Geschiebelehme. Weitere Hinterlassenschaften der Eiszeiten sind die häufig anzutreffenden Findlinge. Im Norden reicht das Stadtgebiet bis zum Elsetal, wo weniger Löss, dafür mehr Terrassenschotter vorliegt. Im Norden um das Hücker Moor befinden sich Reste von Torf.
Spenge eignet sich mittelmäßig bis gut, in wenigen Lagen südwestlich des Hücker Moors sehr gut und nordöstlich des Hücker Moors teils nicht zur Nutzung von geothermischen Wärmequellen mittels Erdwärmesonde und Wärmegewinnung durch Wärmepumpenheizungen (vgl. dazu die nebenstehende Karte).

### Ausdehnung und Nutzung des Stadtgebiets

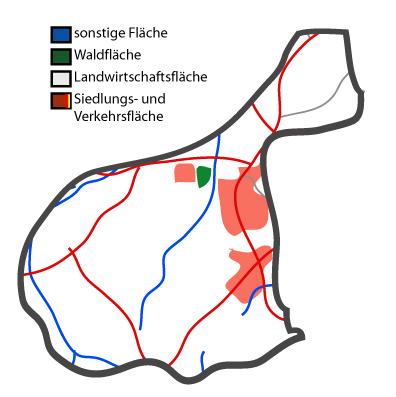
Flächennutzung

Spenge hat eine Fläche von 40,2 km². Die Nord-Süd-Ausdehnung beträgt etwa zehn Kilometer, die maximale Ost-West-Ausdehnung sieben Kilometer. Bis zum Stadtzentrum der nächstgelegenen Großstadt Bielefeld sind es rund 14 km, bis nach Osnabrück rund 40 km.

### Nachbargemeinden
Im Westen grenzt Spenge an die niedersächsische Stadt Melle. Weitere Nachbargemeinden sind Bünde im Nordosten, Enger im Osten (beide Kreis Herford), Bielefeld im Südosten und Werther (Kreis Gütersloh) im Südwesten.

### Stadtgliederung
Die Stadt Spenge gliedert sich nach § 3 ihrer Hauptsatzung in folgende fünf Ortsteile, die vor 1969 eigenständige Gemeinden im Amt Spenge waren. Die folgende Tabelle listet die fünf Ortsteile mit Einwohnerzahlen auf dem Stand vom 31. Dezember 2017:
| Ortsteil       | Einwohner | Gemeindegliederung |
| -------------- | --------- | ------------------ |
| Bardüttingdorf | 1091      | Gemeindegliederung |
| Hücker-Aschen  | 1488      | Gemeindegliederung |
| Lenzinghausen  | 2495      | Gemeindegliederung |
| Spenge         | 8519      | Gemeindegliederung |
| Wallenbrück    | 1121      | Gemeindegliederung |

Das Stadtgebiet gliedert sich historisch in diese Ortsteile und Gemarkungen:
| - Affhüpperhöfe - Bardüttingdorf - Baringdorf - Blomeier Hof - Bockhorst - Bruning - Detert-Kriese - Diemke - Düttingdorf | - Ellersiek - Gehlenbrink - Grafahrend - Hannighorst - Harrenheide - Heistersiek - Helligen - Helliger Heide - Hücker | - Hücker Dorf - Hücker Kreuz - Hücker-Aschen - Hülsmann Hof - Kisker - Klein Aschen - Klockenbrink - Lenzinghausen - Mantershagen | - Mark - Martmühle - Mühlenburg - Nagelsholz - Neuenfeld - Nordspenge - Placken - Riepe - Söttringhausen | - Spenger Heide - Südholz - Südspenge - Vahrenhölzerhöfe - Wallenbrück - Werburg - Westerhausen - Wichlinghauserhöfe - Wullbrede |

### Klima
Das vorherrschende Klima ist das atlantische Seeklima. Klimadaten im langjährigen Mittel (1971–2000) für das etwa 14 km Luftentfernung entfernte Herford zeigt die Tabelle.
|                        | Jan | Feb | Mär | Apr | Mai  | Jun  | Jul  | Aug  | Sep  | Okt | Nov | Dez |   |     |
| Mittl. Temperatur (°C) | 1,8 | 2,2 | 5,3 | 8,4 | 13,0 | 15,6 | 17,7 | 17,4 | 13,8 | 9,8 | 5,4 | 3,1 | ⌀ | 9,5 |
|                        |     |     |     |     |      |      |      |      |      |     |     |     |   |     |
| Niederschlag (mm)      | 72  | 49  | 65  | 53  | 65   | 82   | 69   | 71   | 73   | 61  | 64  | 80  | Σ | 804 |

|  |

|  |

|  |

|  |

|  |

|  |

|  |

|  |

|  |

|  |

|  |

|  |

|  |

|  |

|  |

|  |

|  |

|  |

|  |

|  |

|  |

|  |

|  |

|  |

Im langjährigen Mittel (1961–1990) hatte die Region durchschnittlich 1473 Sonnenstunden pro Jahr (Beobachtungsstation: Herford). Die Wetterdaten für Spenge dürften aufgrund ihrer Nähe im langjährigen Mittel nicht bedeutend von den angegebenen Daten aus Herford abweichen, da beide Städte etwa gleichhoch liegen und ihre naturräumliche Lage sehr ähnlich ist.

## Geschichte

### Bis zur Reformation
Funde aus der Steinzeit, bronzezeitliche Grabhügel sowie ein Siedlungsplatz aus der vorrömischen Eisenzeit in Lenzinghausen belegen erste Siedlungsspuren bereits aus vorrömischer Zeit. Das Gebiet war zunächst das Gebiet der sächsischen Engern, nach Unterwerfung des Sachsenherzogs Widukind durch Karl den Großen um 1000 fränkisch. Die älteste urkundliche Erwähnung bezieht sich auf ein Relief in der Marienkirche in Wallenbrück im Jahre 1096. Die Steinplatte mit einer Relieffigur eines jungen Heiligen, der in der Hand ein Kirchenmodell hält, ist auch heute noch dort zu finden. Der dargestellte Heilige könnte der im Alter von zwölf Jahren verstorbene Kirchenstifter Gerhard sein. Auch der Vorgängerbau der heutigen Spenger ev.-luth. St.-Martinskirche geht vermutlich bis ins 9. Jahrhundert zurück. Der jetzige Bau ist jedoch ein Neubau der bis 1220 erwähnten Edlen von Spenge. Der Martinsaltar in der Kirche ist um 1470 entstanden. Die übrigen Ortsteile wurden im 12. bzw. 13. Jahrhundert erstmals erwähnt. Seit der Reformation, etwa im 16. Jahrhundert, wurde Spenge wie das gesamte Ravensberger Land lutherisch, was die Unterschiede zu den benachbarten niedersächsischen katholischen Gebieten bis heute prägt.
Die Menschen in Spenge und im Ravensberger Land lebten zunächst in Drubbeln inmitten ungeteilter Marken. Die Gewalt wurde von weltlicher Seite durch fränkische Gaugrafen ausgeübt, wohingegen auf kirchlicher Seite das Stift Herford eine wichtige Rolle spielte. Die Menschen mussten an diese Institutionen Abgaben leisten. Das Land war durch die Lößböden fruchtbar und gehörte damit zum Altsiedelland. Die Bevölkerung vermehrte sich rasch und durch das Anerbenrecht und das Heuerlingswesen entstanden nacheinander mehrere Schichten in der Bevölkerung. Die Erben bewirtschafteten den elterlichen Hof. Die Erbkötter, d. h. die nicht erbberechtigten Erben, gründeten ab etwa 1000 nahe den Drubbeln eigene Höfe. Die Markkötter, die nur einen sehr bescheidenen Erbanteil erhielten, errichteten ab etwa 1450 Höfe in der bewaldeten Mark und bewirtschaften und rodeten Teile derselben, wenngleich die Bewirtschaftung der Mark eigentlich gemeinschaftlich erfolgen sollte und die Markkötter nur geduldet wurden.

### Bis 1945
Seit dem 16. Jahrhundert bildete eine weitere Gruppe, die Heuerlinge, die Unterschicht der Gesellschaft ohne Grundbesitz. Sie waren nicht mehr als wirtschaftlich und rechtlich abhängige Gehilfen der Erbbauern, in deren Reichweite sie einen kleinen Kotten bewohnten. Die geschilderten ärmeren Gesellschaftsgruppen erschlossen sich daher im 15. Jahrhundert mit Flachsanbau und dessen Verarbeitung zu Leinen eine neue Erwerbsmöglichkeit. Diese Frühform der Industrialisierung im Ravensberger Landes wird als Protoindustrie charakterisiert. Die Leineweber verarbeiteten den Flachs im Winter zum bekannten Ravensberger Leinen. In preußischer Zeit (ab 1614) wurde das Leinengewerbe zur Erhöhung des Steueraufkommens (Merkantilismus) gefördert, und die Zahl der Heuerlinge wuchs dadurch rasch. Im Jahre 1770 wurde die Mark auf preußischen Druck hin vollständig privatisiert und größtenteils zu Ackerland landwirtschaftlicher Kleinbetriebe. Diese kleinbäuerlichen Besitzverhältnisse konnten sich bis in die 1950er Jahre halten. Die Sieke wurden in dieser Zeit verbreitert, um Weide für das Vieh zu schaffen, das bisher nur in der Mark weidete.
Bis zur Franzosenzeit (1807–1813) gehörten Spenge und seine Ortsteile zur  Vogtei Enger im Amt Sparrenberg, das zur Grafschaft Ravensberg gehörte, die wiederum ab 1614 zu Brandenburg bzw. Preußen gehörte. Der Ort gehörte von 1807 bis 1810 zum Kanton Enger im Distrikt Bielefeld des Königreichs Westphalen. Mit der Annexion großer Teile Norddeutschlands durch Napoleon Bonaparte fiel Spenge 1811 an Frankreich und war dort bis 1813 Sitz der Mairie (Bürgermeisterei) Spenge im Kanton Werther des Departements der Oberen Ems. Nach dem Ende der napoleonischen Zeit wurde Ravensberg wieder preußisch. 1816 kam Spenge zum Kreis Bünde und 1832 zum Kreis Herford. Seit 1843 wurden die Gemeinden Wallenbrück, Hücker-Aschen, Spenge, Bardüttingdorf und Lenzinghausen in einem gemeinsamen Amt Spenge verwaltet.
Als die Leinenverarbeitung infolge des Aufkommens mechanischer Webstühle Mitte des 19. Jahrhunderts immer unrentabler wurde und die Landbevölkerung sich dadurch kaum noch ernähren konnte, bot die um 1860 vor allem in nahen Bünde aufkommende Tabakindustrie ein neuerliches Auskommen. Die Spenger rollten und pressten die Zigarren in Heimarbeit oder in Zigarrenfabriken. Weiterhin bedeutend war die Holzwirtschaft; heute ist kaum noch Wald erhalten.
Am 9. August 1891 kam es in Spenge zur sogenannten Spenger Schlacht, einer handgreiflichen Auseinandersetzung zwischen etwa 500 Sozialdemokraten und Angehörigen konservativer Kreise, vornehmlich 1500 Bauern und Knechten unter der Führung des Gohfelder Pastors Karl Iskraut.
Am 20. September 1900 nahm die Herforder Kleinbahn mit 1000 mm Spurweite ihren Betrieb auf, ab Anfang der 1930er Jahre fuhr sie elektrisch.
Der Streckenverlauf war: Spenge, Siedlung – Enger – Oetinghausen – Sundern – Herford, Kleinbahnhof.
Am 4. November 1944 wurde die Jüdin Franziska Spiegel durch zwei SS-Männer aus einem Kotten in Bünde-Werfen entführt und später im Hückerholz erschossen.
In Gedenken an diese Tat wurde am 4. November 1991 ein Gedenkstein installiert, der Ende Januar 2006 Ziel eines Anschlags wurde.

### Ab 1945
Die Kleinbahnstrecke zwischen den Haltestellen Wallenbrück und Spenge, Siedlung wurde am 2. November 1963 stillgelegt.
Das seit 1843 bestehende Amt Spenge mit den selbstständigen Gemeinden Wallenbrück, Hücker-Aschen, Spenge, Bardüttingdorf und Lenzinghausen ging mit der Kommunalreform am 1. Januar 1969 in eine neue Kommune, danach zur Stadt Spenge über. Die ehemaligen Gemeinden wurden ab 1969 als Ortsteile bezeichnet.

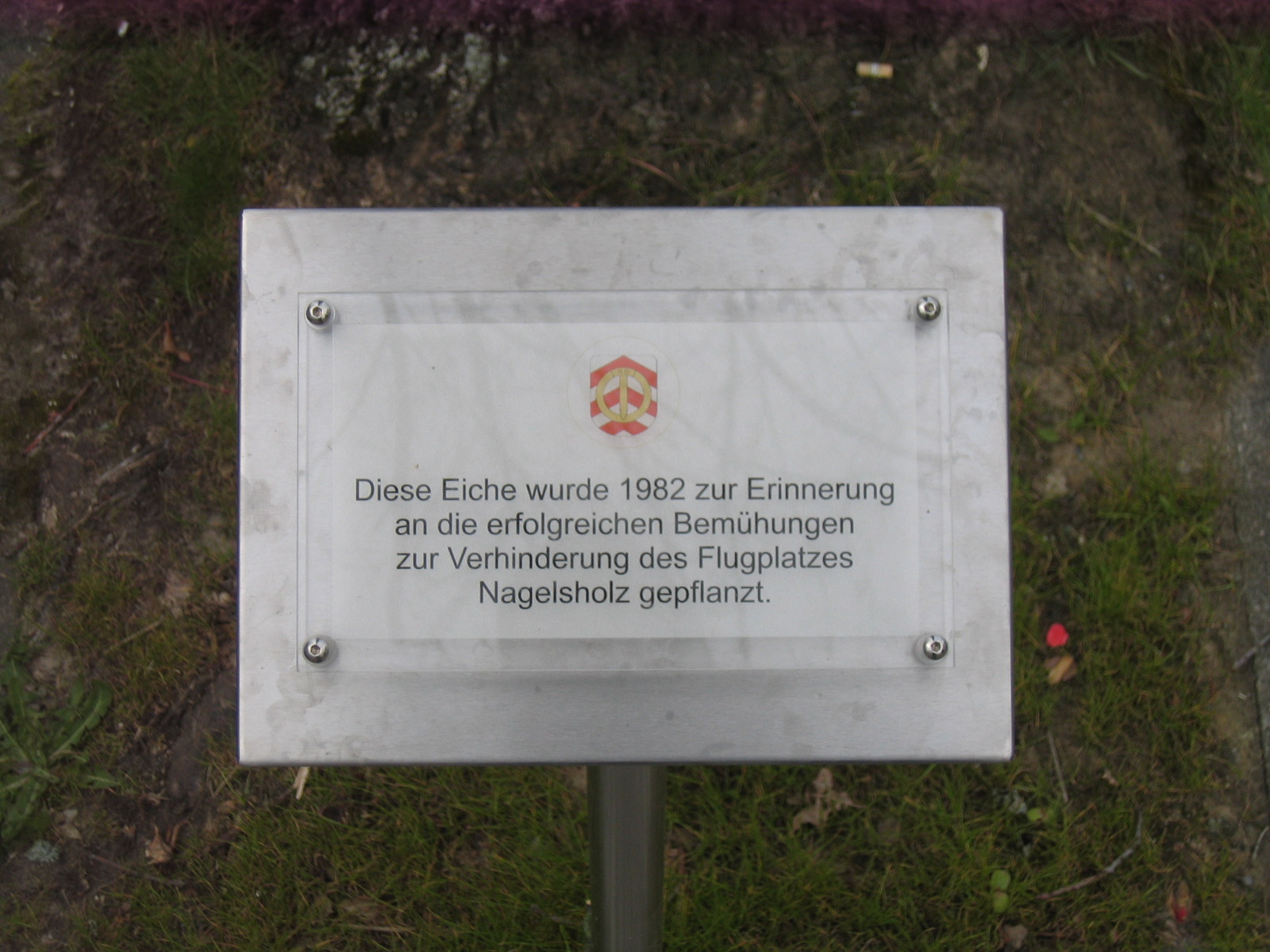
Memoschild auf dem Rathausplatz

1978 führten Planungen für einen Regionalflughafen im Nagelsholz zu mehreren Demonstrationen. Die Planungen für den Flughafen begannen mit einer Konferenz der damaligen Landkreise Bielefeld und Detmold, der Industrie- und Handelskammer Bielefeld und der IHK Detmold im März 1960, die 1963 veröffentlicht wurden.
Dort ging es um Planungen für einen Regionalflughafen für Ostwestfalen-Lippe. 1970 wurde hierzu die Genehmigung für Bau und Betrieb des Flughafens durch den zuständigen Landesminister erteilt. Dagegen klagte die Stadt Spenge. 1971 wurde das Gebiet in das damalige Amt Jöllenbeck (Kreis Bielefeld) umgemeindet, jedoch nach dem endgültigen Scheitern des Planungen im Laufe des Jahres 1980 von der in der Zwischenzeit vergrößerten kreisfreien Stadt Bielefeld am 1. Juli 1982 wieder der Stadt Spenge zurückgegeben.
Zu diesem Anlass wurde auf dem nördlichen Rathausvorplatz ein Baum gepflanzt.
Seit 1993 ist der um 1470 in mittelalterlich-westfälischer Holzbildhauerkunst hergestellte Altar der Martinskirche wieder in der Kirche aufgestellt.

## Bevölkerung

### Religionen

#### Übersicht

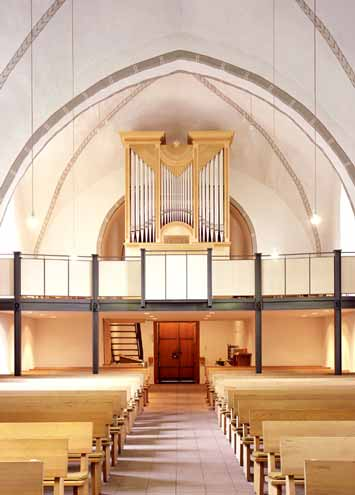
2005 neuerbaute Wegscheider-Orgel der St.-Martinskirche in Spenge

Die überwiegende Mehrheit (62,7 Prozent) der Einwohner ist evangelisch-lutherisch. 10,31 Prozent der bekennen sich zur römisch-katholischen Kirche. 27 Prozent geben an, konfessionslos zu sein oder einem anderen Glauben beziehungsweise einer anderen Konfession anzugehören, darunter sind beispielsweise evangelisch-reformierte Christen, orthodoxe Christen und Muslime.

#### Evangelische Gemeinden
Die evangelisch-lutherische Kirchengemeinde Spenge hat rund 10.000 Mitglieder und teilt sich auf in die Pfarrbezirke Spenge-Mitte mit der St.-Martinskirche, Hücker-Aschen mit Kirche in Klein-Aschen, Wallenbrück mit der Marienkirche sowie Lenzinghausen mit der Pauluskirche. In Groß Aschen, einem Ortsteil der Stadt Melle in Niedersachsen, liegt eine kleine Kapelle, die noch zum Pfarrbezirk Hücker-Aschen gehört.

#### Katholische Gemeinde

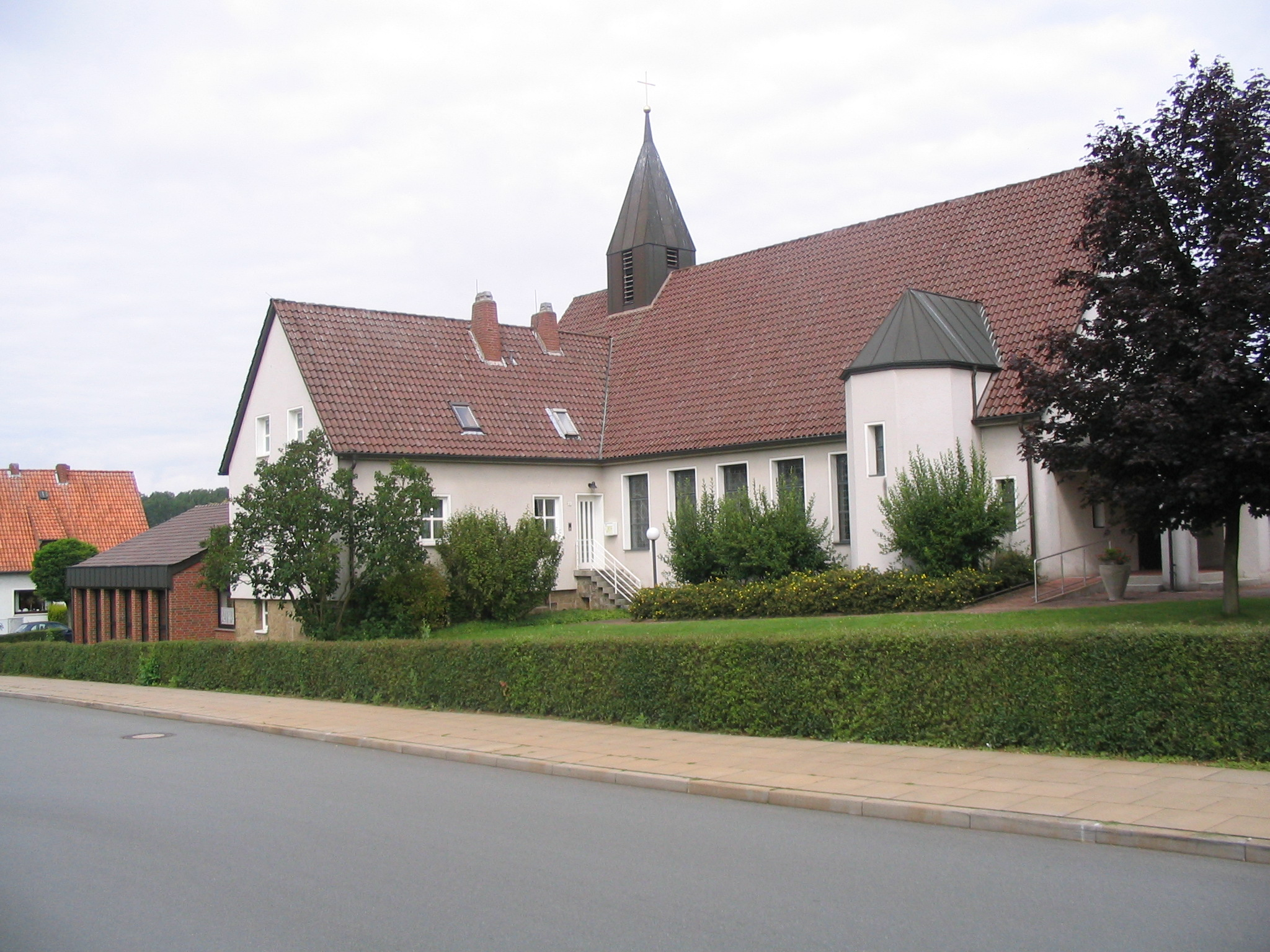
Katholische Kirche in der Bussche-Münch-Straße

Die Zahl der Gemeindemitglieder stieg nach dem Zweiten Weltkrieg durch den Zuzug Vertriebener (z. B. aus dem überwiegend katholischen Schlesien) sprunghaft an und steht nun bei gut 1527 Mitgliedern. Die katholische Kirche St. Josef an der Bussche-Münch-Straße wurde in den 1950er Jahren als Neubau errichtet. Spenge gehört zum Dekanat Herford-Minden, dieses wiederum ist Teil des Erzbistums Paderborn. Außerdem ist die katholische Kirchengemeinde St. Josef Mitglied im Pastoralverbund Widukindsland.

#### Weitere christliche Gemeinschaften und aus dem Christentum hervorgegangene Sondergemeinschaften
In Spenge gibt es zudem eine neuapostolische Kirche.

#### Muslimische Gemeinde
An der Ravensberger Straße befindet sich in einem früher anderweitig genutzten Gebäude eine Moschee.

### Entwicklung der Einwohnerzahl
Die folgende Tabelle zeigt die Entwicklung der Einwohnerzahlen auf dem Gebiet der Stadt bzw. auf dem des flächenidentischen Amtes Spenge seit 1968.
| Jahr            | Einwohner |
| --------------- | --------- |
| 1961 (6. Juni)  | 11.7913   |
| 1968 (31. Dez.) | 12.8411   |
| 1970 (27. Mai)  | 12.7753   |
| 1972 (31. Dez.) | 13.1122   |
| 1974 (30. Juni) | 13.2632   |
| 1976 (31. Dez.) | 13.3862   |
| 1981 (31. Dez.) | 13.7202   |
| 1986 (31. Dez.) | 13.8732   |
| 1991 (31. Dez.) | 15.1632   |

| Jahr | Einwohner |
| ---- | --------- |
| 1996 | 15.6912   |
| 2001 | 15.7962   |
| 2006 | 15.3722   |
| 2012 | 14.6812   |
| 2022 | 14.4162   |

1 Amt Spenge

2 Landesamt für Datenverarbeitung und Statistik
3Volkszählungsergebnis

## Politik

### Bürgermeister

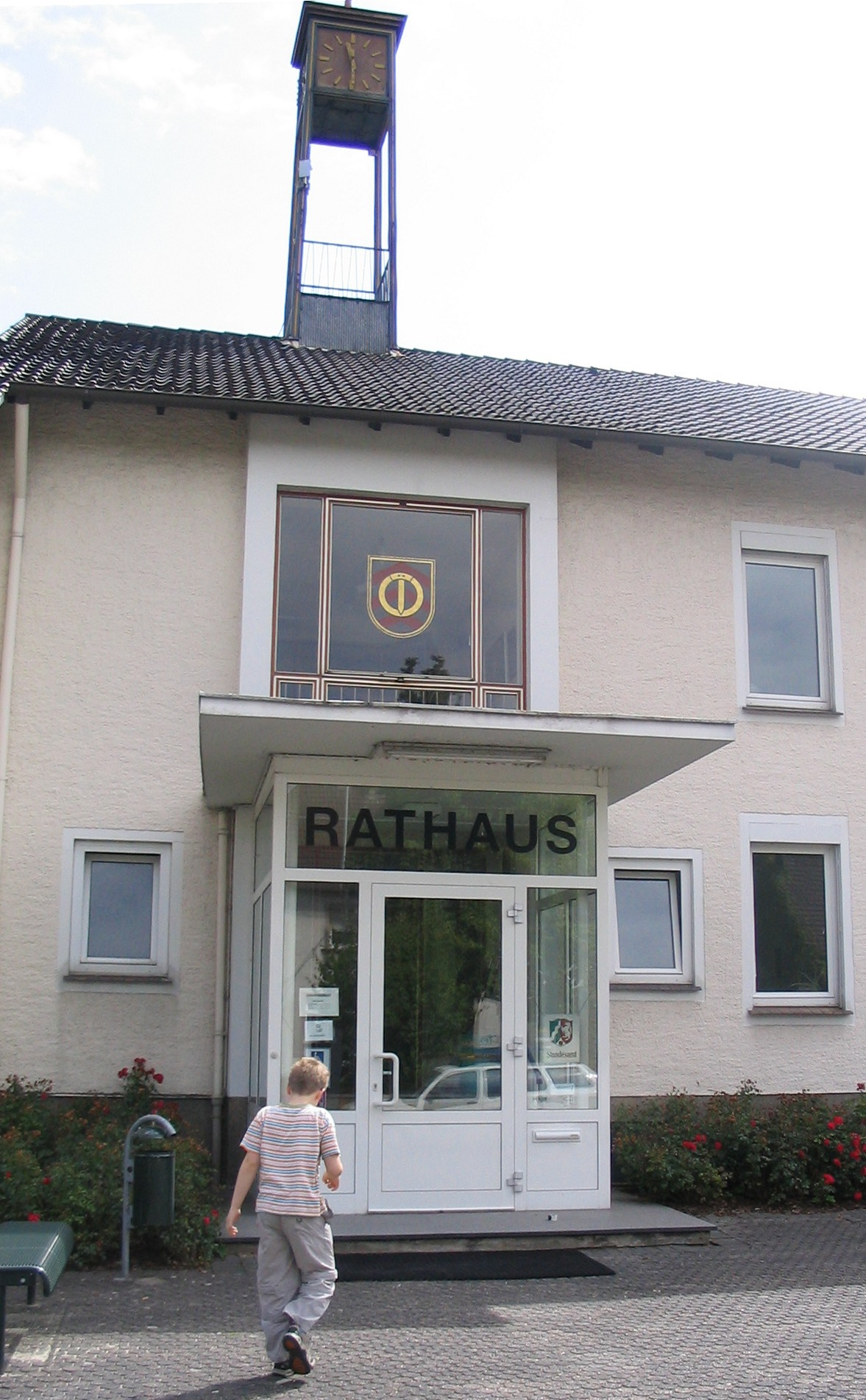
Rathaus Spenge, Haupteingang

Bürgermeister der Stadt ist seit 2009 Bernd Dumcke (SPD). Er setzte sich bei seiner Erstwahl mit 44,89 Prozent der Stimmen knapp gegen den für CDU und FDP kandidierenden Jan Christian Janßen (43,23 Prozent) durch. Bei den Bürgermeisterwahlen 2014 und 2020 wurde Dumcke wiedergewählt.
Vor Dumcke war Christian Manz (CDU) von 1995 bis 2009 Spenges Bürgermeister. Er konnte sich in den Kommunalwahlen 1995, 1999 und 2004 durchsetzen. Manz war der erste hauptamtliche Bürgermeister und löste damit gleichzeitig den letzten Stadtdirektor ab, dessen Verwaltungsaufgaben seitdem durch den Bürgermeister wahrgenommen werden. Manz trat 2009 nicht mehr an.
Die Bürgermeister der Stadt bzw. die Amtsbürgermeister des Amtes Spenge sind in folgender Liste aufgeführt. Die Amtsbürgermeister bis 1969 standen aber nicht einer mit heute vergleichbaren Stadt vor, sondern waren Repräsentanten des Amtes Spenge, in dem sich fünf politisch weiterhin selbstständige Gemeinden zur gemeinsamen Verwaltung zusammengeschlossen hatten.
| Amt Spenge: - 1946–1948: Heinrich Freese (SPD, Amtsbürgermeister) - 1948–1956: Walter Foth (SPD, Amtsbürgermeister) - 1956–1964: Heinrich Hildebrand (SPD, Amtsbürgermeister) - 1964–1968: Wilhelm Froböse (SPD, Amtsbürgermeister) | Stadt Spenge - 1969–1984: Karl Obermann (UWG) - 1984–1995: Karl-Heinz Wiegelmann (SPD) - 1995–2009: Christian Manz (CDU) - 2009–1984: Bernd Dumcke (SPD) |

### Stadtdirektoren
Der Stadtdirektor der Stadt Spenge ab 1969 (bzw. die Amtsdirektoren des Amtes Spenge bis 1968) führten die Verwaltung der Stadt bzw. des Amtes. 1995 wurde der Posten des Stadtdirektors abgeschafft, und seine Aufgaben wurden dem hauptamtlichen Bürgermeister übertragen. Stadt und Amt hatten folgende Verwaltungschefs:
- 1954–1966: Josef Roberz (Amtsdirektor)
- 1966–1995: Günter Hemminghaus (seit 1966 Amtsdirektor, nach der Erhebung des Amtes Spenge zur Stadt am 1. Januar 1969 Stadtdirektor)

### Stadtrat
Der Stadtrat von Spenge hat derzeit 34 Mitglieder. Hinzu kommt der Bürgermeister als Ratsvorsitzender. Die folgende Tabelle zeigt die Zusammensetzung des Rates und die Kommunalwahlergebnisse seit 1975:
| [ 21 ] [ 22 ] [ 23 ] [ 24 ] [ 25 ] [ 26 ] | 2020  | 2020  | 2014  | 2014  | 2009  | 2009  | 2004  | 2004  | 1999  | 1999  | 1994  | 1994  | 1989  | 1989  | 1984  | 1984  | 1979  | 1979  | 1975  | 1975  |
| Partei                                    | Sitze | %     | Sitze | %     | Sitze | %     | Sitze | %     | Sitze | %     | Sitze | %     | Sitze | %     | Sitze | %     | Sitze | %     | Sitze | %     |
| ----------------------------------------- | ----- | ----- | ----- | ----- | ----- | ----- | ----- | ----- | ----- | ----- | ----- | ----- | ----- | ----- | ----- | ----- | ----- | ----- | ----- | ----- |
| SPD                                       | 13    | 37,82 | 12    | 38,39 | 11    | 36,16 | 10    | 31,99 | 12    | 38,30 | 17    | 41,54 | 16    | 44,91 | 15    | 42,35 | 14    | 41,71 | 16    | 48,46 |
| CDU                                       | 9     | 26,61 | 11    | 33,21 | 11    | 33,55 | 12    | 37,29 | 12    | 36,29 | 11    | 26,97 | 7     | 21,18 | 6     | 19,22 | 8     | 23,55 | 7     | 22,88 |
| UWG1                                      | 6     | 16,84 | 5     | 15,33 | 5     | 14,83 | 5     | 14,25 | 4     | 12,50 | 5     | 13,10 | 7     | 21,67 | 9     | 25,93 | 9     | 27,51 | 10    | 28,66 |
| Grüne                                     | 5     | 15,32 | 3     | 9,75  | 3     | 9,78  | 3     | 8,00  | 1     | 4,99  | 3     | 7,90  | 3     | 8,19  | 3     | 9,09  | −     | −     | −     | −     |
| FDP                                       | 1     | 3,41  | 1     | 3,32  | 2     | 5,67  | 1     | 3,72  | 1     | 2,88  | 0     | 3,52  | 0     | 4,05  | 0     | 3,41  | 2     | 7,23  | −     | −     |
| DAS2                                      | −     | −     | −     | −     | −     | −     | 1     | 4,75  | 2     | 5,04  | 3     | 6,98  | −     | −     | −     | −     | −     | −     | −     | −     |
| Gesamt3                                   | 34    | 100   | 32    | 100   | 32    | 100   | 32    | 100   | 32    | 100   | 39    | 100   | 33    | 100   | 33    | 100   | 33    | 100   | 33    | 100   |
| Wahlbeteiligung                           | 60,57 | 60,57 | 60,86 | 60,86 | 61,56 | 61,56 | 62,38 | 62,38 | 66,27 | 66,27 | 85,40 | 85,40 | 70,82 | 70,82 | 74,72 | 74,72 | 81,55 | 81,55 | 90,50 | 90,50 |

1Unabhängige Wählergemeinschaft

2Demokratische Alternative Spenge

3ohne Berücksichtigung von Rundungsdifferenzen

### Wappen und Motto
Blasonierung des Stadtwappens: „In Silber drei rote Sparren, überdeckt mit einer goldenen runden Spange mit abwärtsgerichtetem Dorn.“
Die Sparren bezeugen die ehemalige Zugehörigkeit zur Grafschaft Ravensberg. Die Seitenansicht zweier gegeneinander gelehnter Sparren hat zur Bezeichnung dieses Wappenbildes in Wappenbeschreibungen geführt. Das Ravensberger Wappen enthielt drei rote Sparren auf silbernen Grund und war nach Übernahme der Grafschaft durch Preußen auch Teil des großen preußischen Wappens. Heute findet es sich auch in mehreren Kreis- und Stadtwappen der Region, etwa in denen von Bielefeld, Vlotho und dem Kreis Minden-Lübbecke. Die Spange ist wohl eine Referenz auf den Stadtnamen Spenge.
Das Stadtmotto zur Außendarstellung lautete bis 2010 „Spenge, die aufstrebende Stadt im Grünen“. Dieses Motto löste den Spruch „Spenge, die freundliche Einkaufsstadt im Grünen“ ab. Seit 2010 heißt der Slogan der Stadt Spenge „Spenge bietet Vielfalt“.

### Städtepartnerschaften
Spenge hält nur indirekt über den Kreis Herford einige Partnerschaften mit anderen Städten.

### Finanzen
Die Schulden der Stadt Spenge (einschließlich der Schulden der städtischen Unternehmen) lagen zum 31. Dezember 2012 bei 54,04 Millionen Euro. Dies entspricht einer Pro-Kopf-Verschuldung von 3.668 Euro je Einwohner. Als eine der ersten Städte in Deutschland hat die Stadt Spenge für den Bereich der städtischen Finanzen freiwillig eine sogenannte Nachhaltigkeitssatzung eingeführt, über die die Stadt anstrebt, das Schuldenwachstum zu bremsen und Schulden abzubauen.

## Wirtschaft und Infrastruktur

### Verkehr

#### Straßenverkehr
Die Autobahn A 30 verläuft nur wenige Kilometer nördlich der Stadt vorbei. Bis zu den Anschlussstellen Bruchmühlen oder Bünde sind es vom Stadtzentrum aus nur wenige Kilometer.
Die Anschlussstelle Nr. 27 (Bünde) ist über die L 783 und L 546, die Nr. 26 (Bruchmühlen) über die L 859, K 19, die niedersächsische K 208 und L 546 erreichbar.

#### Anbindung an Großstädte über A 2, A 30 und A 33
Die A 30 bindet die Großstadt Osnabrück an die Kleinstadt Spenge an. Die Entfernung ab AS Bruchmühlen beträgt ca. 30 Kilometer. Hannover erreicht man in die entgegengesetzte Fahrtrichtung. Ab AS Bünde beträgt die Entfernung aktuell ca. 100 Kilometer. Bald kann man Bad Oeynhausen nördlich umfahren, dadurch wird die Strecke allerdings länger. Ab dem Autobahnkreuz Bad Oeynhausen wechselt man auf die A 2. Eine Alternative dazu wäre, ab der AS Herford/Bad Salzuflen allein die A2 zu nutzen.
Über die A 33 gelangt man ab der AS Bielefeld-Zentrum mit 35 Kilometern nach Paderborn; über die A 44 gelangt man nach Kassel.
Über die A 33 gelangt man auch über das Autobahnkreuz Bielefeld auf die A 2. Bis nach Dortmund benötigt man ca. 85 Kilometer. Von dort aus gelangt man leicht ins Ruhrgebiet.
Nach Bielefeld führt die L 783, nach Werther die L 782. In die Gegenrichtung führt diese nach Enger und dann über die L 712 weiter nach Herford.

#### Öffentlicher Personennahverkehr

##### Schienenverkehr
Bis 1966 war Spenge mit einem Bahnhof an der jetzt stillgelegten Herforder Kleinbahn an das Schienennetz angeschlossen.

##### Busverkehr
Es bestehen folgende Busverbindungen im Regiotakt:
- Linie 56 nach Bielefeld-Babenhausen Süd (Anschlussverbindung in Bielefeld an die Stadtbahn (Linie 3))
- Linie 156 nach Bielefeld-Schildesche (Anschlussverbindung in Bielefeld an die Stadtbahn (Linie 1))
- Linie 572 nach Bünde (meist TaxiBus/Anrufbus)
- Linie 465/466 nach Enger und Herford
- Linie 66 nach Werther, (meist TaxiBus)

Ein Bürgerbus bedient die Stadtteile Wallenbrück (Linie 666), Bardüttingdorf (Linie 667), Lenzinghausen (Linie 668) und Hücker-Aschen (Linie 669).

### Medien

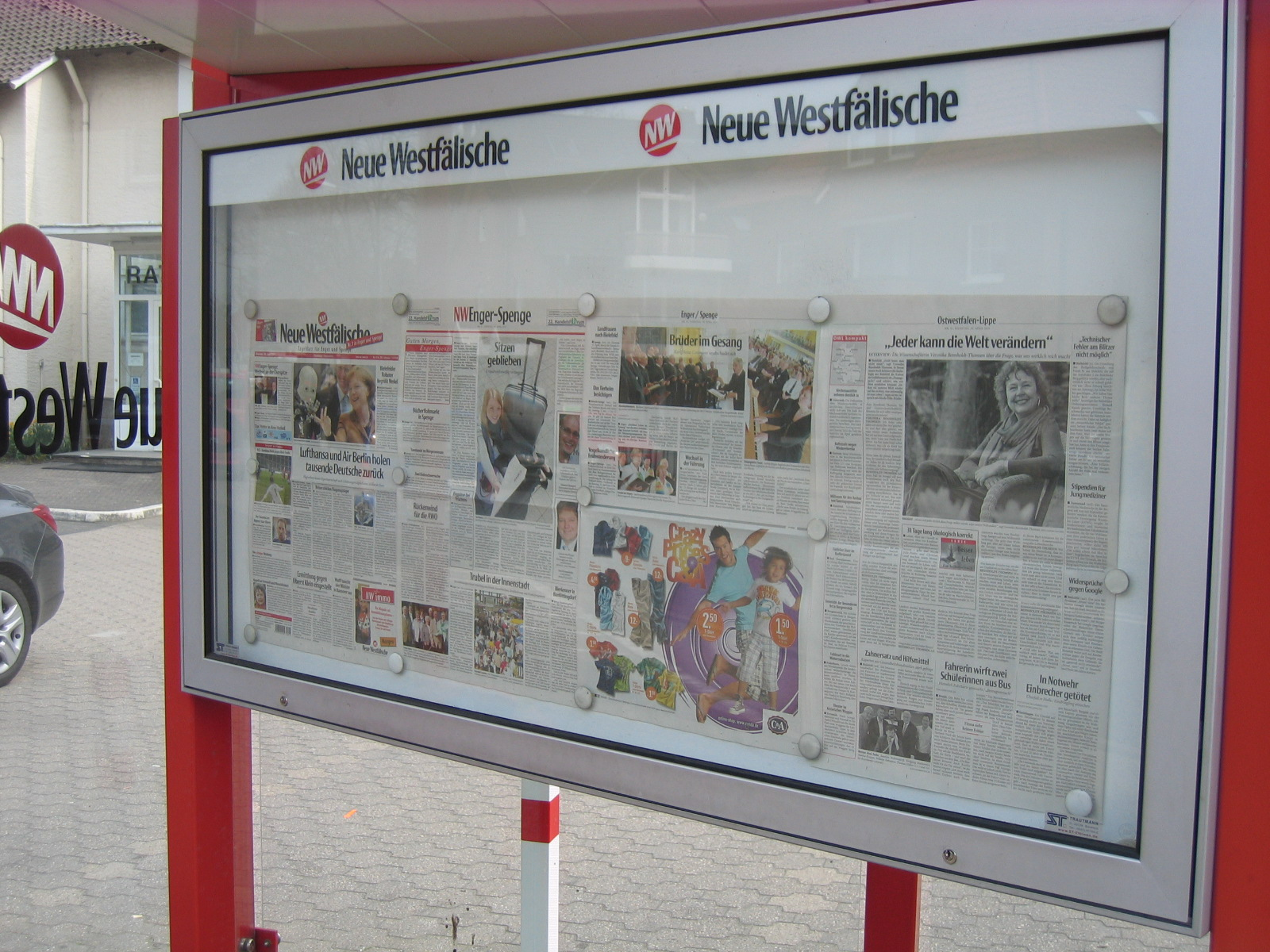
NW-Lokalausgabe für Spenge

Als Tageszeitungen erscheinen jeweils mit einem Lokalteil für Spenge die Neue Westfälische und das Westfalen-Blatt. Das Lokalradio Radio Herford ist im Stadtgebiet auf 94,9 MHz zu empfangen.

### Ansässige Unternehmen
Zu den größeren Arbeitgebern in Spenge gehören überwiegend mittelständische Unternehmen:
- Frommholz, Hersteller von Polstermöbeln, im Wesentlichen Sesseln und Sofas
- Vollmer, Hersteller von Hundenahrung
- Papierverarbeitungs Gesellschaft mbH (PVG), zum Melitta-Konzern gehörendes Unternehmen zur Herstellung von Staubsaugerbeuteln aus Papier
- Heinze, zum Hettich-Konzern gehörendes Unternehmen zur Herstellung von Beschlägen für Möbel
- Fritz Höhne Bielefeld, Hersteller von Zunftbekleidung und Berufsbekleidung
- Delius, eine 1924 entstandene mechanische Weberei für Seidenstoffe. Im Jahre 2006 wurde die Produktion eingestellt; die Gebäude werden als Lager für Seidenstoffe genutzt.

### Öffentliche Einrichtungen

#### Polizei
Der Bezirksdienst der Polizei Herford ist in Spenge in der Schulstraße 1 vertreten. Dabei ist die nicht durchgängig besetzte Wache im Schulgebäude separat untergebracht.

#### Gesundheitseinrichtungen
Spenge verfügt über kein Krankenhaus. Die nächstgelegenen Krankenhäuser befinden sich in Bielefeld, Herford und Bünde.

#### Arbeitsagentur
Die Bundesagentur für Arbeit ist in Spenge nicht vertreten.

#### Schwimmbäder
Das beheizte Werburger Waldbad wurde in den 1950er Jahren errichtet. Es wurde ursprünglich rein elektrisch beheizt und in den frühen 1980er Jahren unterstützend mit einer Solaranlage ausgestattet.
Das Werburger Waldbad wurde im Jahr 2014 umfassend durch die Stadtwerke Herford GmbH saniert und im Sommer 2015 neu eröffnet. Es ist mit zwei separaten Schwimmbecken für Nichtschwimmer und Schwimmer, einer Sprunganlage und einer Rutsche ausgestattet. Das Kinderplanschbecken liegt eingebettet in der Liegewiese.
Das Freibad Lenzinghausen (geographische Lage: 52° 7′ 16,3″ N, 8° 29′ 45,7″ O) ist unbeheizt und bietet den Besuchern eine komfortable Liegewiese. Es wird heute als Bürgerbad von der Freibadinitiative Lenzinghausen betrieben.

#### Feuerwehr

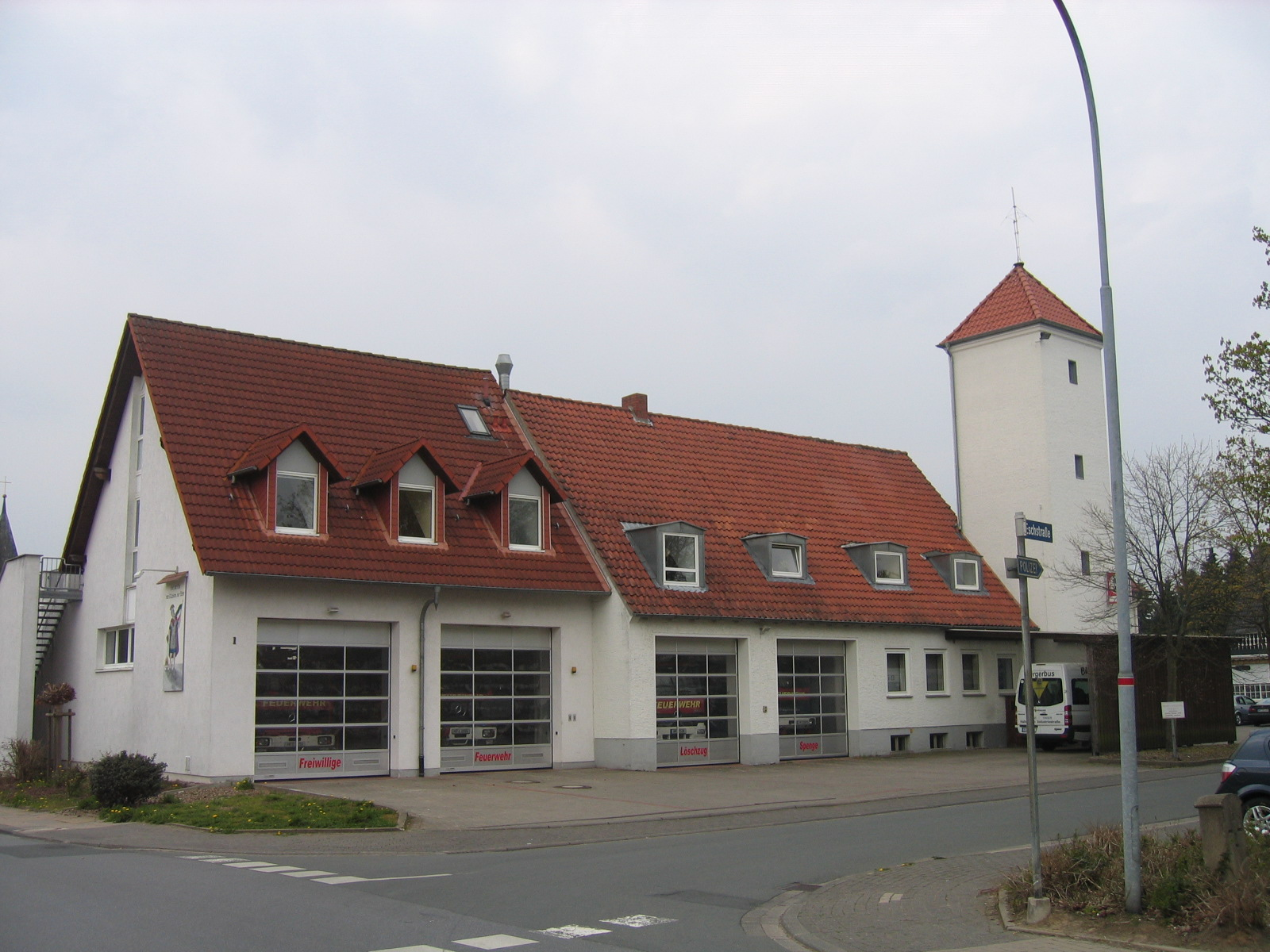
Feuerwehrhaus der Freiwilligen Feuerwehr in Spenge

- Die Freiwillige Feuerwehr der Stadt Spenge verfügt über vier Standorte:
  - Spenge Mitte
  - Lenzinghausen
  - Hücker-Aschen
  - Bardüttingdorf-Wallenbrück

#### Weitere öffentliche Einrichtungen
- Stadtbücherei im Bürgerzentrum Spenge, rund 30.000 Medien. Bis in die 1980er Jahre war die Stadtbücherei im ehemaligen Kantorhaus südöstlich in der Nähe der Martinskirche untergebracht.
- Jugend- und Kulturzentrum Charlottenburg
- Musikschule Enger-Spenge (zusammen mit der Nachbarkommune Enger)

### Bildung

#### Grundschulen

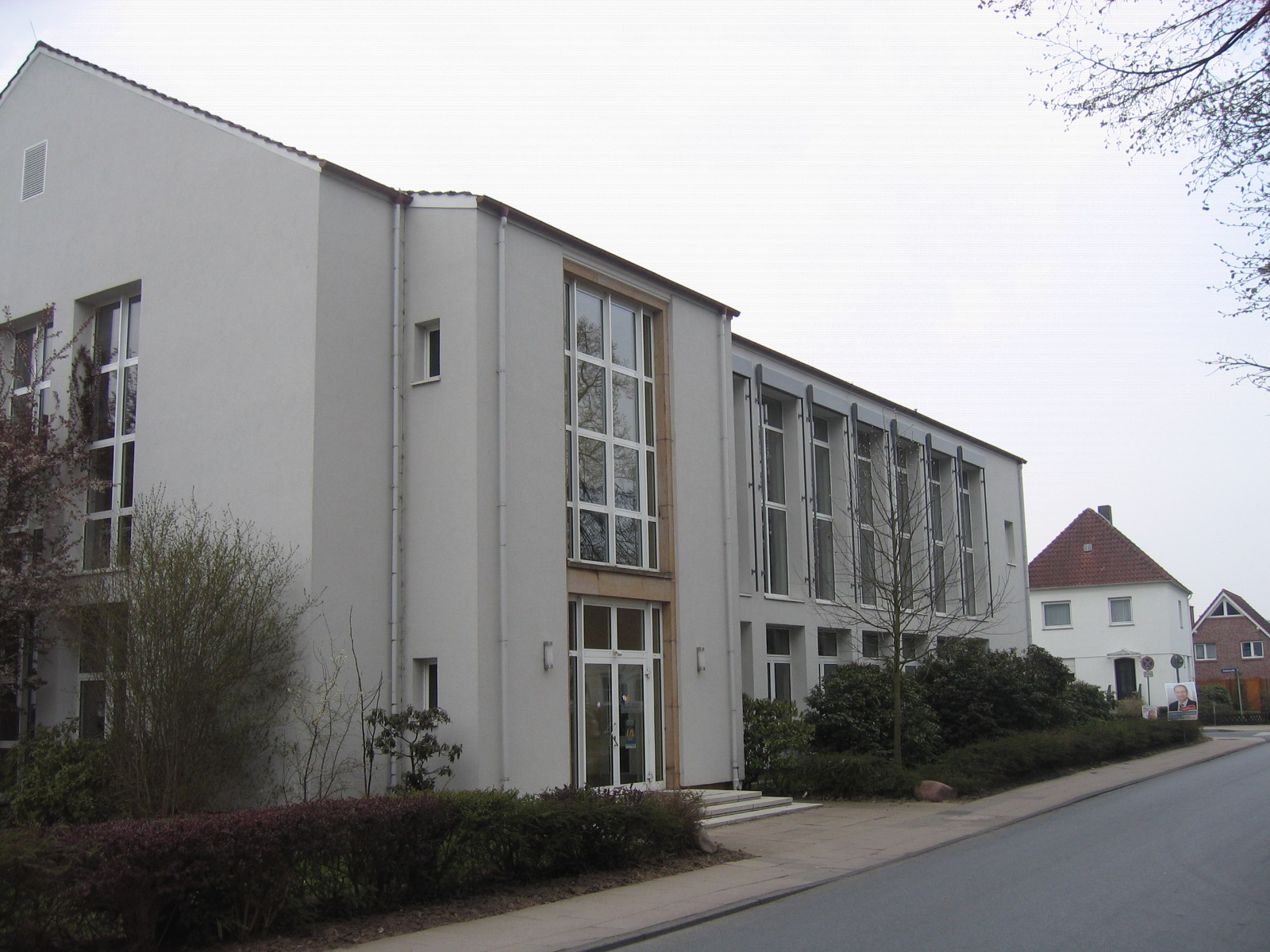
Aulagebäude der Grundschule Spenge

- Grundschule Spenge/Hücker-Aschen: Seitdem es die kleine Dorfschule in Hücker-Aschen nicht mehr gibt, besuchen auch die Kinder aus Hücker-Aschen die größte Grundschule in Spenge. Bis 1980 war im heutigen Gebäude der Grundschule eine Hauptschule untergebracht, davor eine Volksschule. Seit 2006 Offene Ganztagsschule.
- Grundschulverbund Spenge-Land:
  - Hauptstandort Lenzinghausen: Grundsteinlegung 1963. Seit 2006 Offene Ganztagsschule („OGS“). Bis 2011: Grundschule Lenzinghausen.
  - Teilstandort Wallenbrück-Bardüttingdorf: Sehr kleine Dorfschule in Bardüttingdorf. Seit 2006 offene Ganztagsschule. Bis 2011: Grundschule Wallenbrück-Bardüttingdorf.

#### Gesamtschule
- Regenbogengesamtschule: Größte Schule in Spenge, neben der Realschule gelegen. Es ist die einzige Schule in Spenge, an der die allgemeine Hochschulreife (Abitur) erworben werden kann.

#### Realschule
- Städtische Realschule: Älteste weiterführende Schule in Spenge, in den 1950er Jahren entstanden. Seit 2006 Offene Ganztagsschule und 2021 ausgelaufen.

#### Sonderschule
- Heideschule: Sonderschule in Westerenger (Stadt Enger), wurde gemeinsam mit der Stadt Enger unterhalten. Die Heideschule wurde zum Ende des Schuljahres 2015/2016 geschlossen.

## Kultur und Freizeit

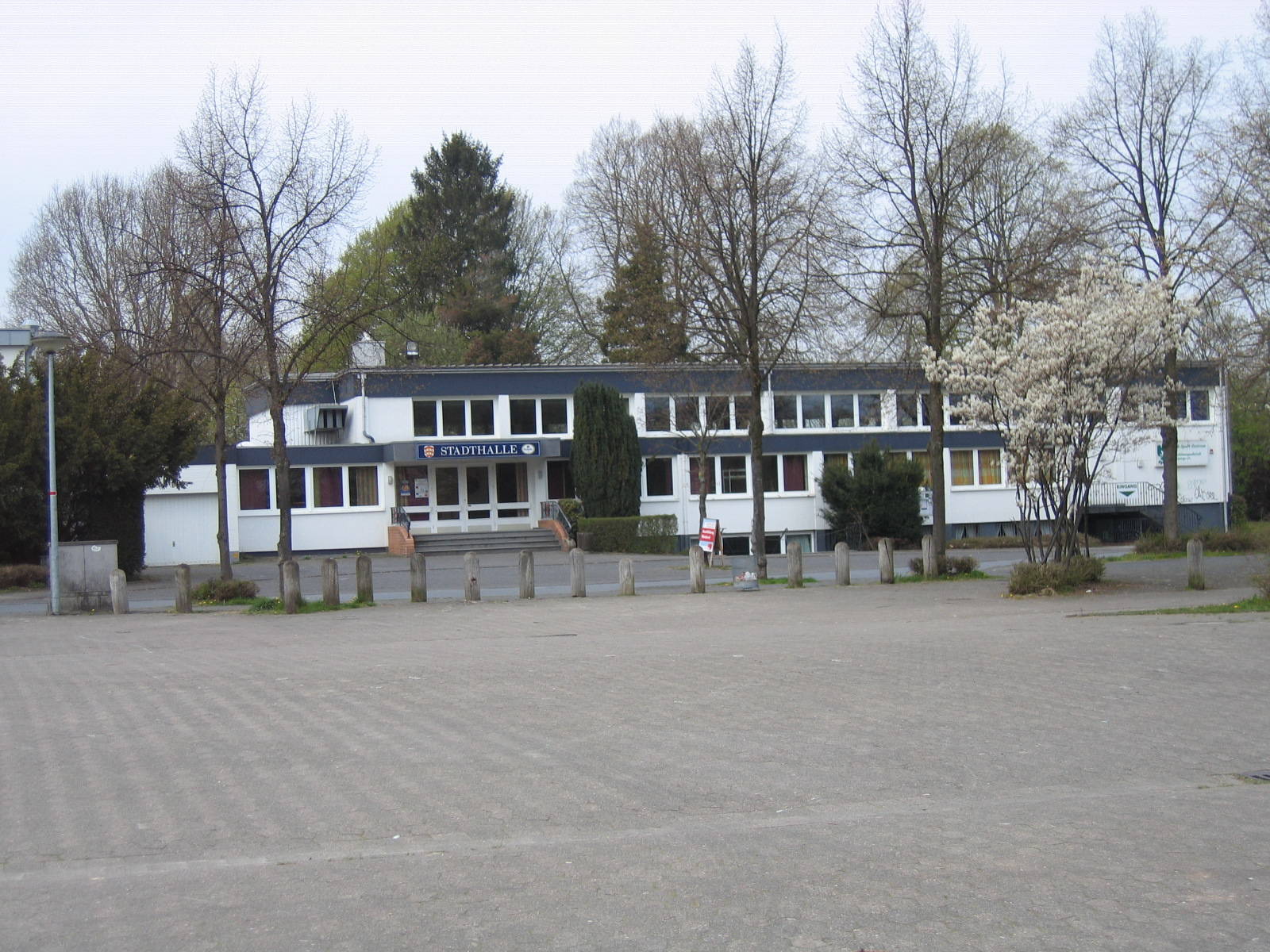
Stadthalle

### Theater
Die Stadt Spenge besitzt kein ständiges Theater und keine ständige Theaterbühne.

### Kino
Die Stadt Spenge hat ein Kino, das sich an der Poststraße 29 befindet und den Namen „Zentral-Theater“ trägt.

### Museen
Im Jahr 2016 wurde das Werburg-Museum eröffnet, ein Kinder- und Familienmuseum. Die Ausstellung thematisiert das Leben auf einem westfälischen Landadelsgut während der Renaissance und des Barocks.

### Musik
Mehrere Gesangsvereine und Orchester sind in Spenge beheimatet, die zu besonderen Anlässen öffentlich auftreten.

### Bauwerke
Zu den bedeutendsten Bauwerken zählen die Kirchen, das Schloss Mühlenburg, welches heute noch für Veranstaltungen vermietet wird, sowie die erhaltenen Teile des Herrensitzes Haus Werburg.

#### Kirchen
- Evang.-luth. Kirche St. Martin in Spenge mit dem um 1470 entstandenen Martinsaltar. Vorgängerbau vermutlich aus dem 9. Jahrhundert. Gotisches Langhaus mit neogotischen Anbauten im Osten von 1877, bei denen der alte Chorbereich in ein Querhaus verändert und dieses mit einem neuen Chor versehen worden ist.
- Evang.-luth. Marienkirche in Wallenbrück. Erster Bau um 1096. Barockorgel von Ernst Bader, erbaut 1624.
- Evang.-luth. Pauluskirche (Lenzinghausen), erbaut 1963
- Evang.-Luth. Kirche zu Klein-Aschen
- Kath. Kirche St. Josef (erbaut 1951/52)

#### Schlösser und Herrensitze
- Schloss Mühlenburg. Der nahe vorbeifließende Mühlenbach trieb in der angrenzenden Mühle ein in den 1960er Jahren demontiertes Wasserrad. Die zugehörigen Bauten außerhalb des Schlosses dienen derzeit als Lager für Saatgut.
- Haus Werburg von 1596 besteht aus dem Herrenhaus, dem Torhaus und zwei Wirtschaftsgebäuden. Der Torbogen wurde im Stil der Weserrenaissance am Mühlenbach errichtet. In den 1990er Jahren wurde hier das Trauzimmer des Standesamtes untergebracht.

#### Sonstiges
- Windmühle Hücker-Aschen: die im Jahr 1831 erbaute Wall-Holländer-Windmühle wurde im Jahr 2005 mit neuen Flügeln ausgestattet.
- zahlreiche Bauernhäuser des 18. und 19. Jahrhunderts, u. a. die Höfe Meyer zu Düttingdorf und Mönck in Bardüttingdorf von 1800 und 1824. In Wallenbrück sind das Pfarrhaus von 1782 und ein Fachwerkhaus von 1717 gegenüber der Kirche erhalten.
- Das Spritzenhaus Lenzinghausen wurde 1931 im Birkenweg mit tatkräftiger Unterstützung der Freiwilligen Feuerwehr Lenzinghausen errichtet und im Rahmen des Amtsfeuerwehrverbandsfestes an die Feuerwehr übergeben.[34] Das ungenutzte und nicht unter Denkmalschutz stehende bzw. denkmalwürdige Bauwerk soll zugunsten eines Kita-Neubaus niedergelegt werden (Stand 12. Oktober 2021).[35]

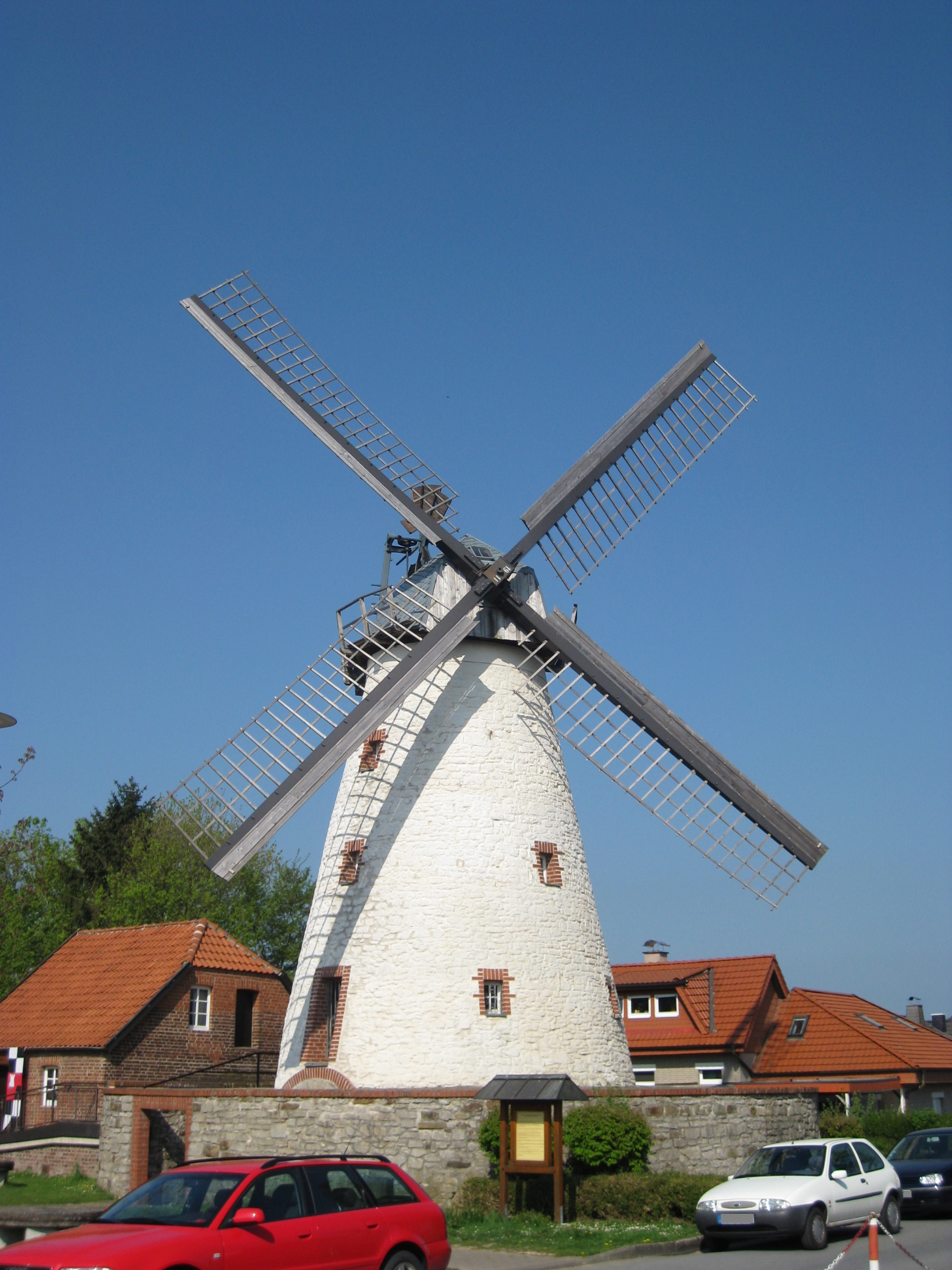
Wall-Holländer-Windmühle am Gehlenbrink in Hücker-Aschen
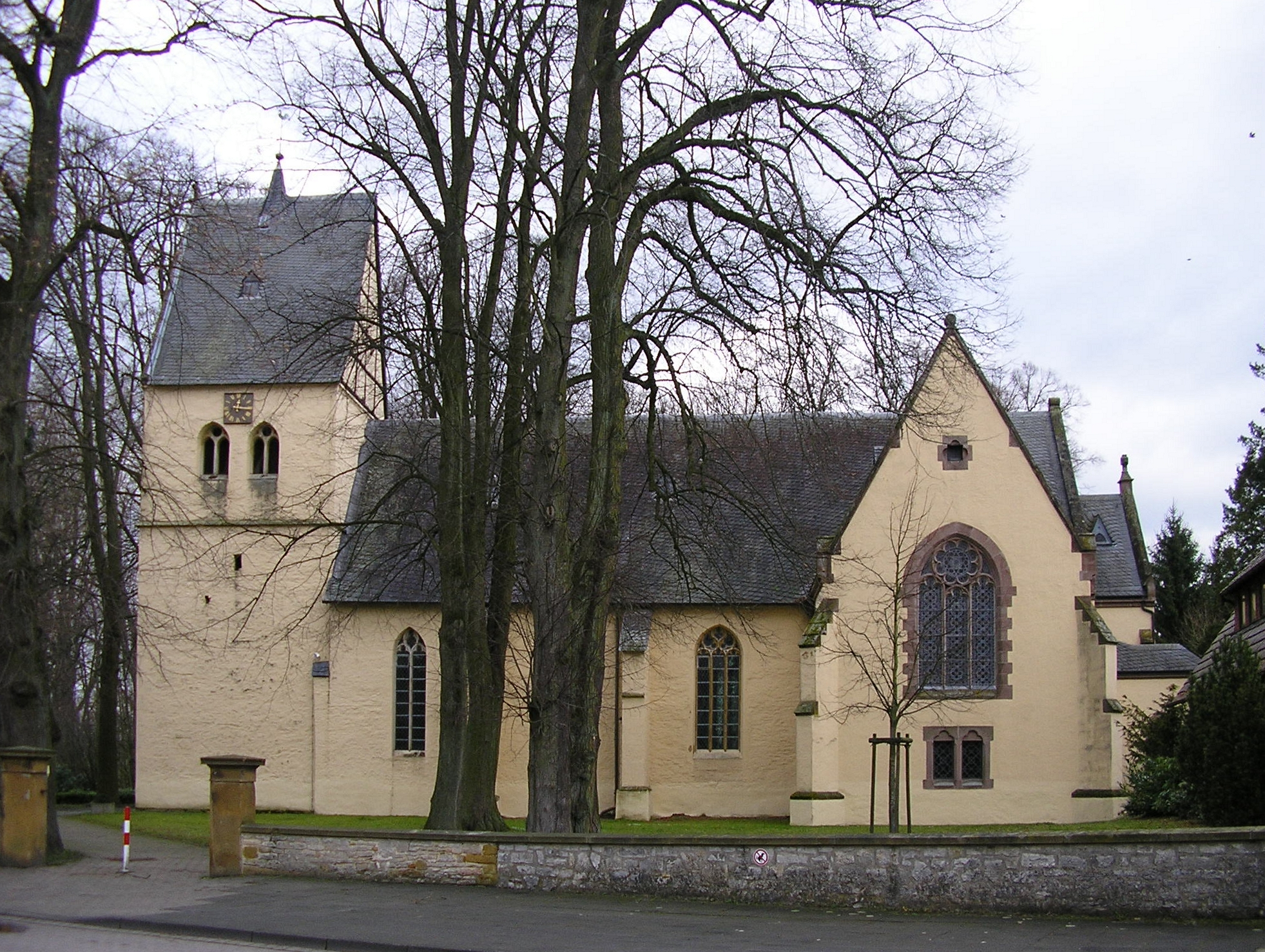
St. Marien in Wallenbrück
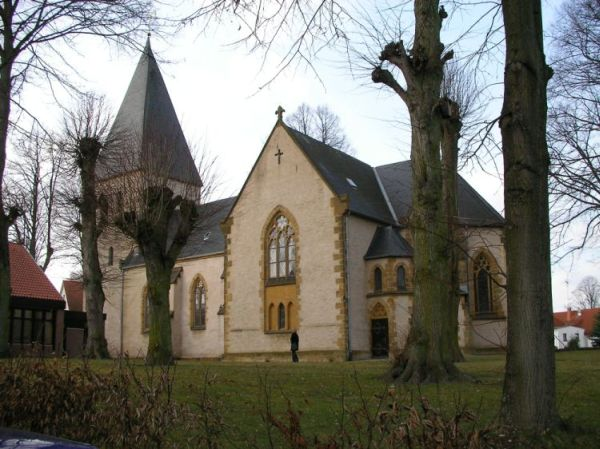
St.-Martinskirche in Spenge, 13. Jahrhundert; im März 2006
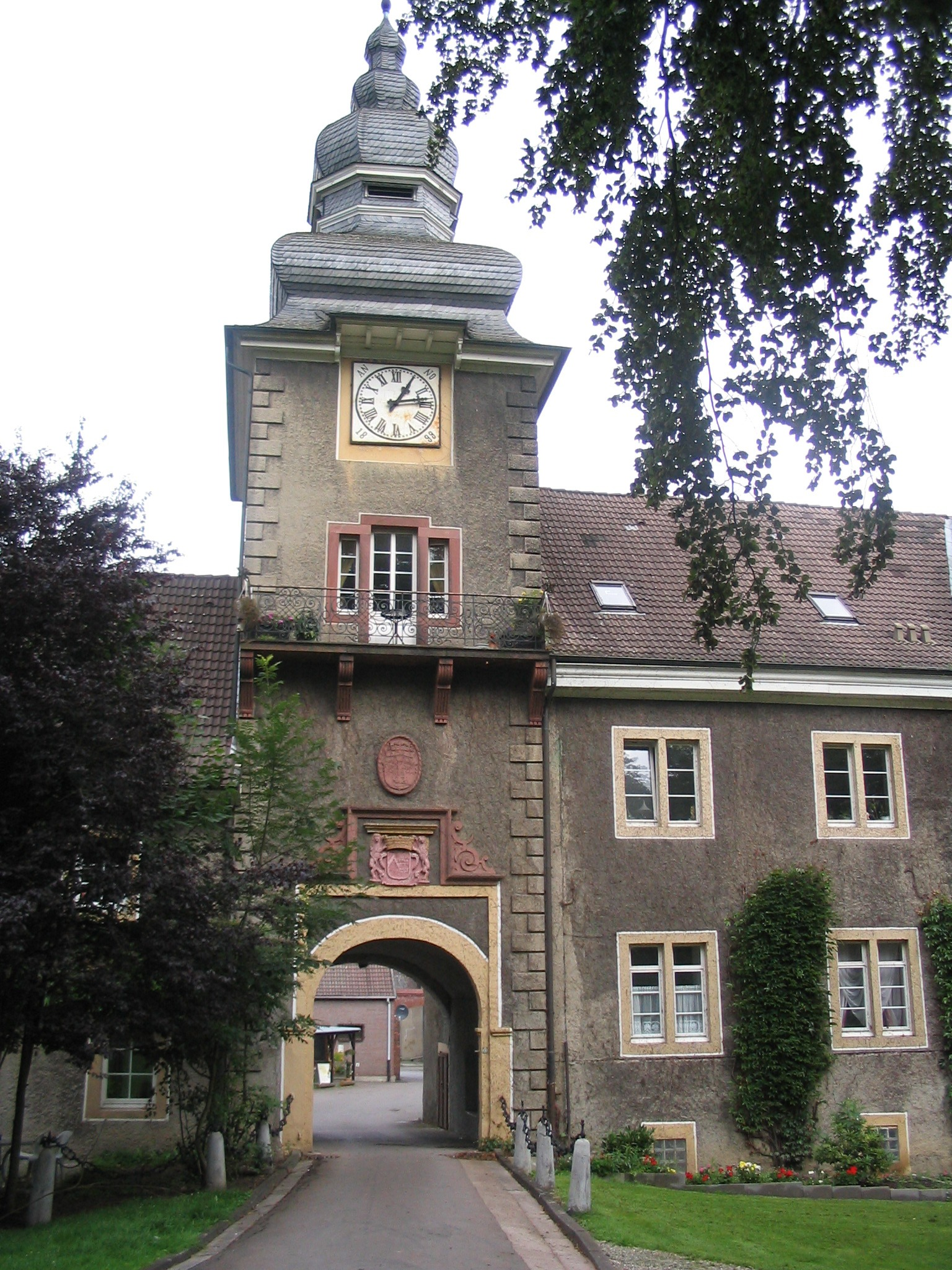
Tor zum Schloss Mühlenburg; im Juli 2004
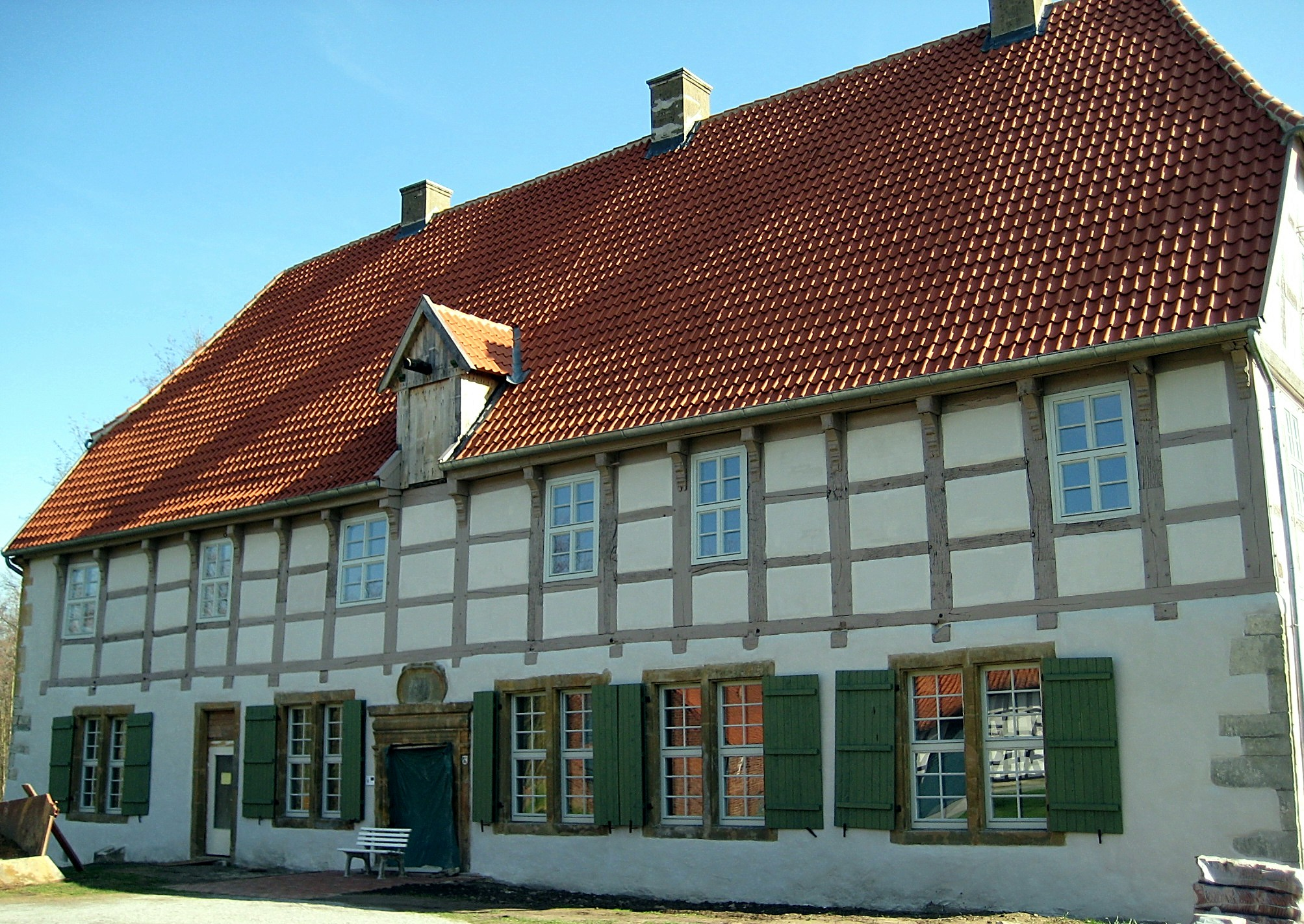
Rittergut Werburg in Spenge
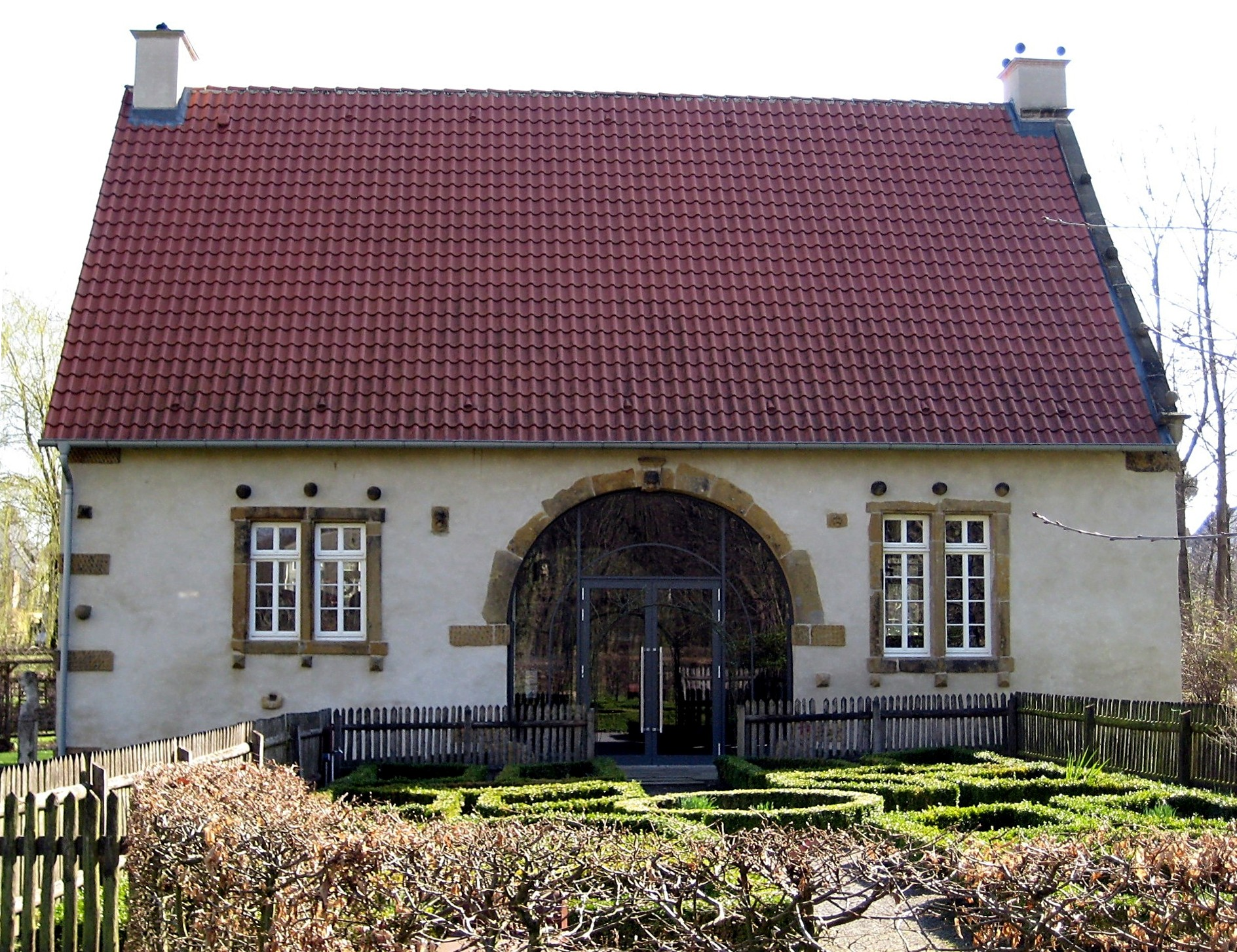
Torhaus der Werburg, heute Standesamt, Westseite
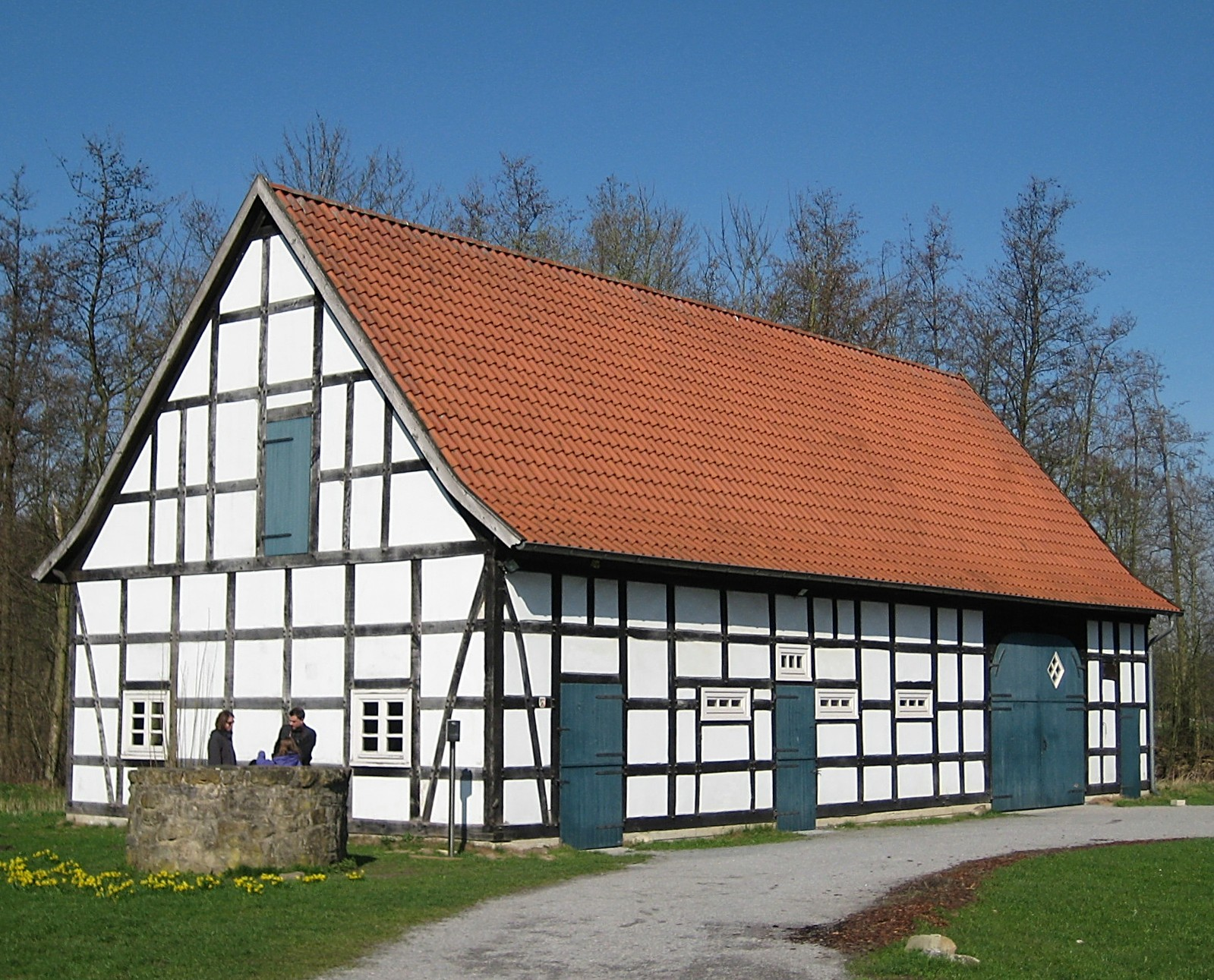
Wirtschaftsgebäude von Haus Werburg
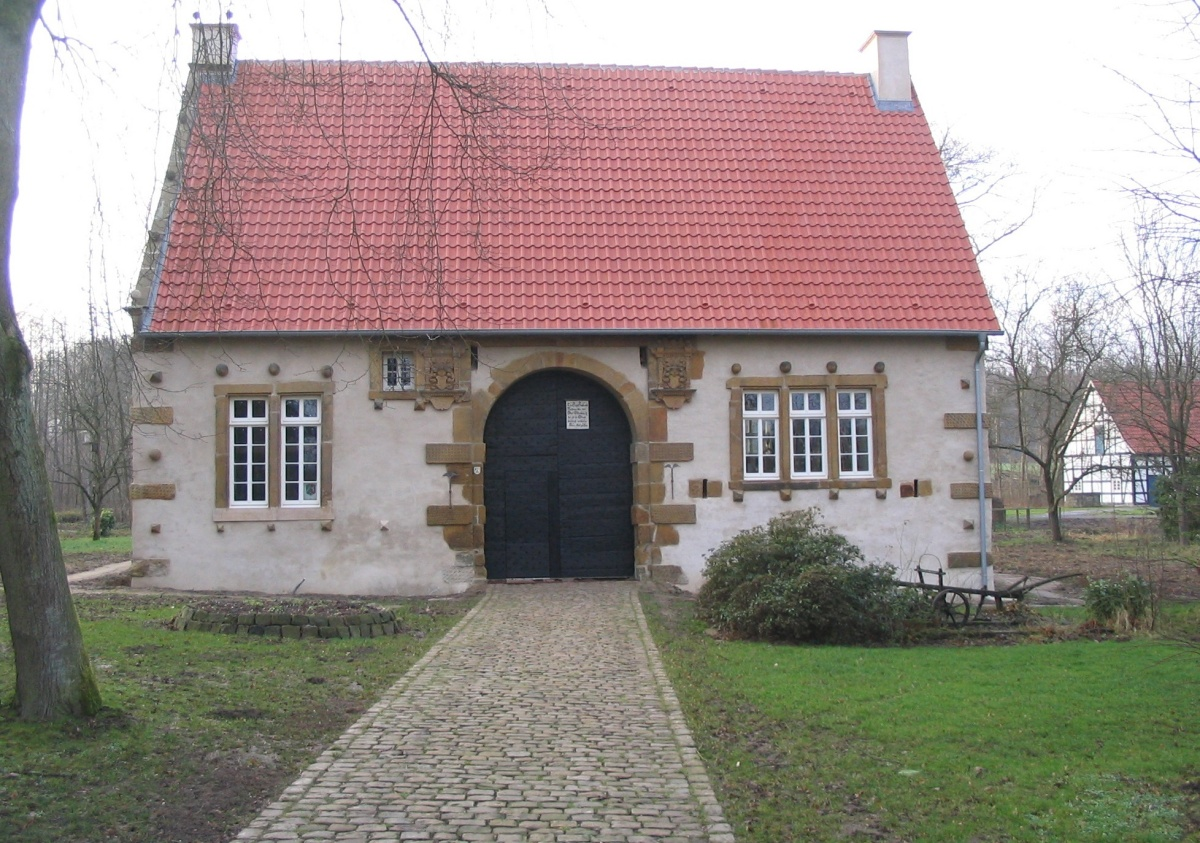
Torhaus des Hauses Werburg von 1596, Ostseite
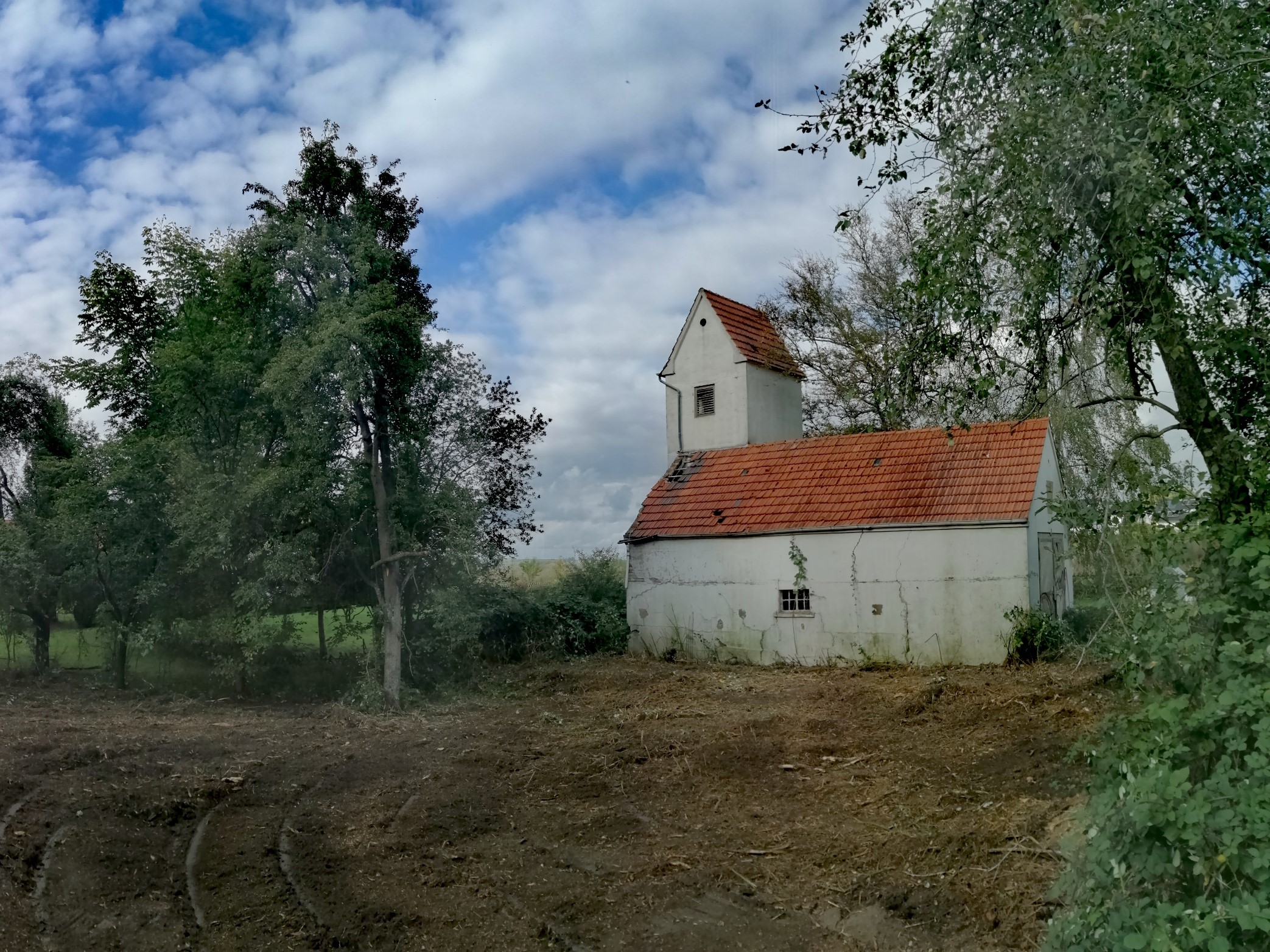
Spritzenhaus Lenzinghausen

#### Katzenholz

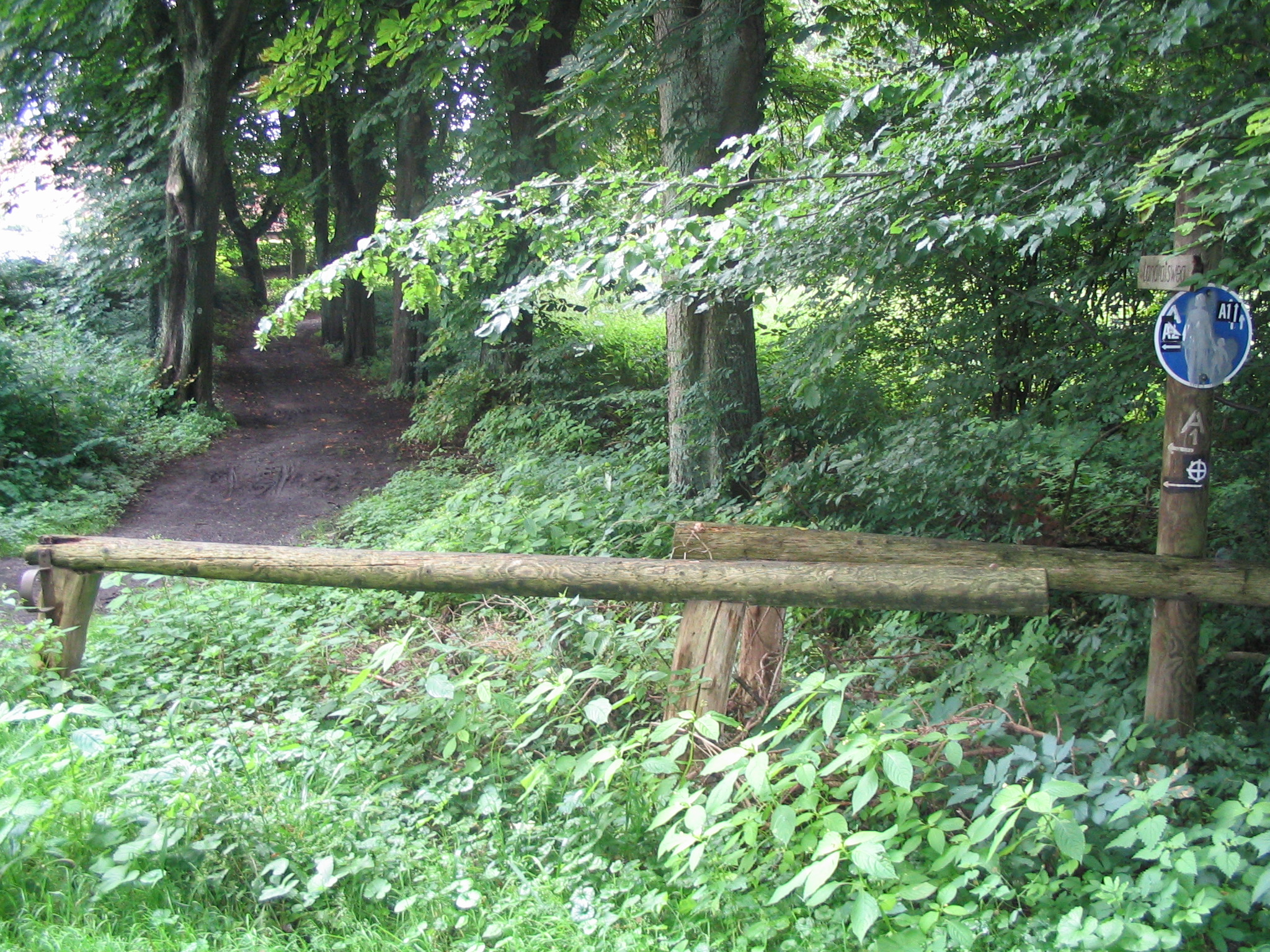
Der Beginn des Landratsweg in das Katzenholz nahe dem Tannenweg im Juli 2004

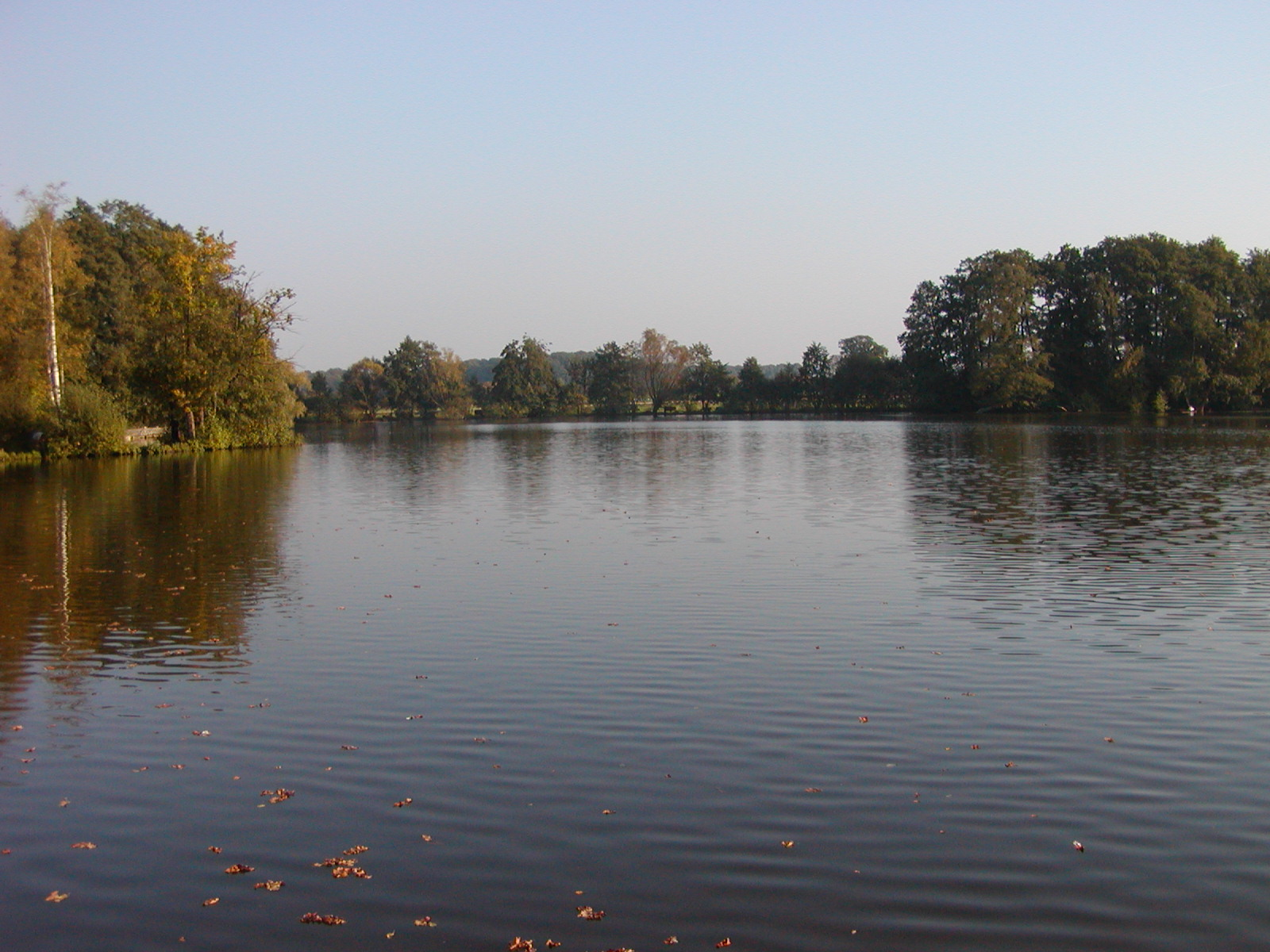
Das Hücker Moor

Das so genannte Katzenholz befindet sich in einem Siek südlich des Schlosses Mühlenburg. In den 1960er und 1970er Jahren wurde dieses Waldstück parkähnlich gestaltet und hauptsächlich durch Hermann Schaub regelrecht bewacht. Seit den 1990er Jahren werden die Strukturen von der Natur zurückerobert. Am mittlerweile verlandeten Ententeich (geographische Lage: 52° 8′ 5,9″ N, 8° 28′ 39,8″ O) steht ein geschnitzter Holzstamm mit der Inschrift August Griese 1895–1962, Freund des Waldes. August Griese war Landrat des damaligen Landkreises Herford in der Zeit nach 1945. Der Landratsweg führt durch das Waldstück mit den Enden an der Bielefelder Straße in Höhe der Hausnummer 72 sowie an der Ecke Tannenweg/alte Mühlenburger Straße.

### Hücker Moor
Das Erholungsgebiet Hücker Moor ist ein Moorsee, der im Stadtteil Hücker-Aschen im Norden der Stadt liegt. Das Gewässer ist im Laufe des 18. und 19. Jh. durch Austorfung eines Flachmoores und Volllaufen entstanden. Mit einer Fläche von etwa 12 ha bildet es das größte Binnengewässer im gesamten Kreis Herford.

### Naturschutzgebiete
Auf dem Stadtgebiet von Spenge sind zwei Naturschutzgebiete in drei Teilflächen mit einer Gesamtgröße von rund 56,2 ha ausgewiesen. Dies entspricht etwa 1,4 % der Stadtfläche und ist sowohl absolut wie auch prozentual der geringste Wert im Kreis Herford. Die ausgewiesenen Gebiete sind
1. Naturschutzgebiet Warmenau: Teile rechts der Warmenau in Nordspenge zwischen der Martmühle und Strangfeld sind als Naturschutzgebiet ausgewiesen. Die beiden Teilflächen sind insgesamt ca. 27,1 ha groß.[36]
2. Naturschutzgebiet Turenbusch: Der Turenbusch an der Grenze zu Suttorf hat eine Größe von 29,1 ha und besteht zu einem großen Teil aus naturnahen Waldgesellschaften, einigen kleineren Fichtenforsten und Grünland.[36]

### Spenger Mühlenbachsiek
Das weitläufige Landschaftsschutzgebiet Spenger Mühlenbachsiek umfasst etwa 180 ha Gesamtfläche. Die Liegenschaften sind westlich der Stadt Spenge angesiedelt.

### Sport
Der Turn- und Sportverein (TuS) Spenge spielte bis 2008 in der zweiten Handballbundesliga. In der neuen Saison 18/19 spielt die erste Mannschaft des TuS Spenge in der 3. Liga West.
Im Werburger Wald wurde zu Beginn der 1970er Jahre ein Trimm-dich-Pfad mit einigen Übungsgeräten angelegt, der auch von Schülern der damaligen Hauptschule während des Sportunterrichts genutzt wurde. Mit dem Aufkommen von Jogging, Aerobic und Tennis als Breitensport verlor diese Anlage an Bedeutung; heute ist sie fast vollständig verfallen.

### Regelmäßige Veranstaltungen
- Spenger Poll: Ursprünglich ein Jahrmarkt, heute mit dem Schützenfest zusammengelegt; Anfang Juni
- Dorfgemeinschaftsfest in Wallenbrück, Reithalle; im Frühsommer
- Ferienspiele: Freizeitangebot in den Schulsommerferien für Kinder. Bis 2004 durch die Stadt Spenge, seit 2005 durch die evangelische Kirchengemeinde der Stadt Spenge durchgeführt. Montag bis Freitag am Vor- und Nachmittag in der zweiten, dritten und vierten Woche der Schul-Sommerferien.
- Spenger Stadtfest: ausgerichtet von dem örtlichen Einzelhandelsverband, welches 1973 einmalig als Spenger Oktoberfest gestartet ist und 1974 erstmals den Namen Stadtfest erhielt; wird seit 2020 nicht mehr durchgeführt.[37]
- Spenger Filmforum: Vorführung des „besonderen Films“ im örtlichen Kino Zentraltheater, jeden ersten Mittwoch im Monat. Veranstalter sind das Kulturamt Spenge und das Zentraltheater; vergünstigter Eintritt.
- Freibadfete: jährlich im August stattfindende Veranstaltung des Stadtjugendring e. V. im Werburger Waldbad.

### Kulinarische Spezialitäten
Spenge hat keine überregional bekannte Spezialität. Traditionell kochen die Spenger deftig westfälisch.

## Persönlichkeiten

### Ehrenbürger

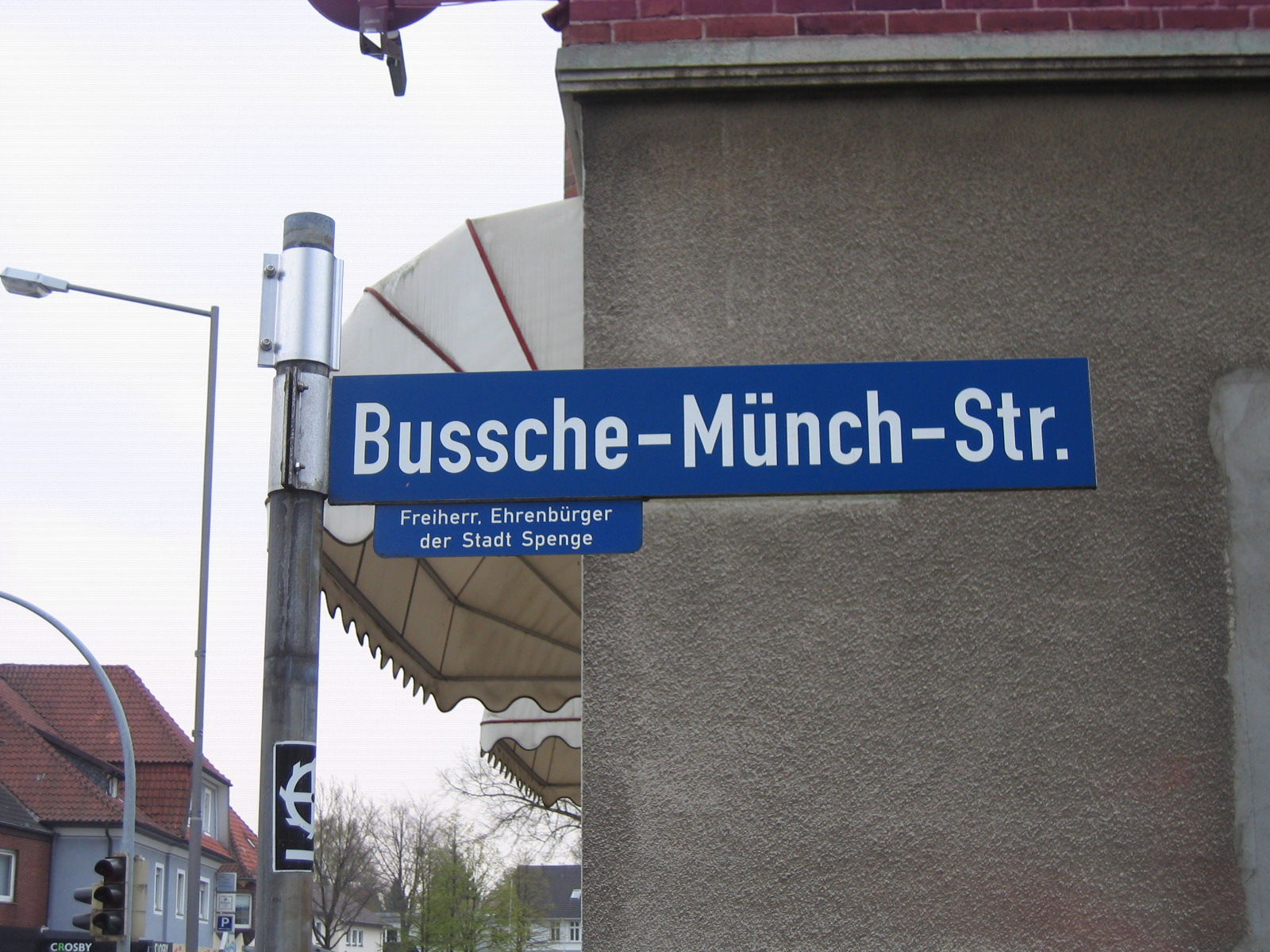
Straßenschild der Bussche-Münch-Str. in Spenge

- Freiherr von dem Bussche-Münch

### In Spenge geborene Persönlichkeiten
- Karl von Ledebur (1795–1860), Gutsherr, geboren auf Schloß Mühlenburg
- Wilhelm Seippel (1832–1906), Grubenlampenfabrikant
- Caspar Heinrich Oldemeier (1841–1926), Unternehmer.
- Hermann Jellinghaus (1847–1929), Sprachforscher und Volkskundler, geboren in Wallenbrück
- Christoph Siebe (1849–1912), akademischer Bildhauer und Maler der Wiedenbrücker Schule, geboren in Wallenbrück
- Leopold Biermann (1875–1922), Kunstmaler und Mäzen
- Heinrich Specht (1885–1952), Rektor, Heimatkundler, Schriftsteller und Landtagsabgeordneter, geboren in Diemke-Wallenbrück
- Hermann Meyer-Nieberg (1902–1982), in Wallenbrück geborener Rechtsanwalt, Politiker (NSDAP) und Landrat im Kreis Tecklenburg
- Eberhard Werdin (1911–1991), Komponist und Musikpädagoge
- Horst Dietrich Schlemm (1919–2011), lutherischer Geistlicher und Posaunenwart
- Friedrich-Wilhelm Graefe zu Baringdorf (* 1942), Politiker (Bündnis 90/Die Grünen), Mitglied des Europarlaments von 1984–1987 und 1989–2009
- Norbert Sahrhage (* 1951), Historiker, Schullehrer und Kriminalautor

### Mit Spenge verbunden
- Hans Thimme (1909–2006), 1934 bis 1939 Pfarrer in Spenge
- Peter Ostermeyer (* 1943), Schachmeister, spielte in Spenge
- Burkhard Budde (* 1953), Pfarrer der Evangelischen Kirchengemeinde Spenge, Träger des Stadtpreises 2005
- Christian Manz (* 1954), von 1995 bis 2009 Spenger Bürgermeister, von 2009 bis 2015 Landrat des Kreises Herford
- Markus Rathey (* 1968), Professor und Musikwissenschaftler an der Yale University, USA. Lebte von 1968–1998 in Spenge
- Florian Anders (* 1980), Regisseur, 1990 bis 2004 in Spenge, Träger des Spenger Kulturförderpreises 2005